# Bergwerk Ibbenbüren
Das Bergwerk Ibbenbüren der RAG Anthrazit Ibbenbüren GmbH war eines der zwei letzten deutschen Steinkohlenbergwerke, neben der Zeche Prosper-Haniel. Am 17. August 2018 wurde im Bergwerk zum letzten Mal Kohle gefördert. Das Bergwerk befindet sich im Ibbenbürener Steinkohlenrevier in der Region Tecklenburger Land auf dem Gebiet der Stadt Ibbenbüren und unter der Gemeinde Mettingen (Westfalen) in Nordrhein-Westfalen. Neben dem ehemaligen Abbaugebiet unter der Stadt Ibbenbüren und der Gemeinde Mettingen zählen noch die Ortschaften Hopsten, Hörstel, Recke und Westerkappeln zu den Bergbaugemeinden der Region. Diese Orte waren aufgrund ihrer Wirtschaftsstruktur sehr stark mit dem Bergbau verbunden. Im Bergwerk Ibbenbüren wurde ausschließlich Anthrazitkohle abgebaut, die als Kraftwerks- und Hausbrandkohle geeignet ist. Als besonders stellte sich die positive Identifikation und Verbundenheit der Menschen in der Region mit ihrem Bergwerk dar, die sich auch im täglichen Leben niederschlägt.

## Geschichte

### Zusammenschluss der Gruben
Das Bergwerk Ibbenbüren geht auf einen Zusammenschluss der Grube Glücksburg mit der Grube Schafberg im Jahr 1846 zurück. Das Bergwerk war bis 1924 in preußischem Staatsbesitz. Zu Beginn umfasste die zusammengelegte Grube Glücksburg den Morgensternschacht und den Beustschacht, beide mit zugehörigen Stollen und Lichtlöchern. Der Name Grube Glücksburg wandelte sich mit der Zeit zum Ostfeld und später dann zum aktuellen Namen Bergwerk Ibbenbüren.
Als 1852 bekannt wurde, dass die Hannoversche Westbahn durch Ibbenbüren gebaut wird, wurde das Bergwerk auf den erwarteten Absatz von Kohlen an und durch die Eisenbahn ausgerichtet. Schon 1851 wurde mit Bauarbeiten am Von-der-Heydt-Schacht in Erwartung des Bahnbaus begonnen. Dieser Schacht lag im Taleinschnitt der Plane, nur wenige hundert Meter von der späteren Bahnstrecke entfernt. Vom Schacht aus entstand eine Kohlenbahn zum nahen Bahnhof Ibbenbüren.

### Schachtanlage von Oeynhausen
1858 erkannte man, dass die vorhandenen Anlagen den zukünftigen Bedarf an Kohle nicht decken können, so dass eine Tiefbauanlage projektiert wurde. 1860 wurde mit dem Abteufen des von-Oeynhausen-Schachtes 1 begonnen. Gleichzeitig wurde mit dem Vortrieb des Ibbenbürener Förderstollens vom Bahnhof Ibbenbüren aus begonnen.
Aufgrund starker Schwierigkeiten der Wasserhaltung beim Abteufen des Schachtes wurde der Schachtbau dem britischen Ingenieur William Coulson übertragen. Nach großen Schwierigkeiten erfolgte der Durchschlag zum Ibbenbürener Förderstollen 1865 bei 73 Meter Teufe. Die Probleme bei der Wasserhaltung forderten auch bei der Endteufe Tribut. So wurde das Füllort nicht, wie ursprünglich vorgesehen, im Flöz Glücksburg angesetzt, sondern bei geringerer Schachtendteufe von 205,58 m. Da die Wasserhaltung fast den gesamten Schacht einnahm und für die Kohlenförderung kein Platz blieb, entschloss man sich, einen weiteren Schacht nur für die Förderung anzulegen. Dieser wurde 1872 mit einer Teufe von 202,25 m fertiggestellt.
Der Beust-Schacht wurde, nachdem der von-Oeynhausen-Schacht sich selbst mit Kohlen versorgen konnte, 1870 stillgelegt. Die Stilllegung des von-der-Heydt-Schachts erfolgte 1885. Er war überflüssig geworden, da er bereits mit den von-Oeynhausen-Schächten durchschlägig war und ein Tieferteufen nur unnötige Geldmittel verschlungen hätte.

### Theodorschacht
Mit der Wanderung der Abbaubetriebe im Flöz Glücksburg in Richtung Osten wurden die Anmarschwege für die Belegschaft länger. Um diese wieder zu verkürzen und die Bewetterung zu verbessern, wurde 2,5 km östlich der von-Oeynhausenschächte der Theodorschacht angelegt. Teufbeginn war der 21. August 1888. Benannt wurde der Schacht nach dem Oberberghauptmann Theodor Freund, dem Leiter der Preußischen Bergverwaltung.
Seine ursprüngliche Teufe war 135 m. 1924 wurde der Schacht auf die II. Tiefbausohle tiefergeteuft, 1934 auf die III. Tiefbausohle. Die Schachtanlage erhielt als erste im Ibbenbürener Revier eine Waschkaue.

### Ersaufen und Sümpfen des Bergwerks
Die schwerste Katastrophe im Ibbenbürener Bergbau ereilte das Bergwerk im Jahr 1894, als sich auf der I. Tiefbausohle in 150 m Teufe ein Wassereinbruch ereignete. In einem bereits abgebauten Bereich in der Nähe der Feldesgrenze des Bergwerks drang durch eine Kluft, die mit der Erzzeche Perm in Verbindung stand, Wasser ein. Diese Wasserzuflüsse waren so gewaltig, dass das Bergwerk innerhalb weniger Wochen bis zur Stollensohle absoff.
Sofort wurden Maßnahmen zur Sicherung der Kohlenförderung unternommen. Der Abbau wurde komplett auf das Flottwellflöz verlagert, das über der Stollensohle lag. Hierzu wurde der Flottwell-Hilfsschacht 100 m nördlich der v. Oeynhausenschächte geteuft. Auch das zweite Ibbenbürener Bergwerk Westfeld wurde ausgebaut.
Zunächst wurde vom Handelsministerium in Berlin die Stilllegung favorisiert. Dies wurde mit der damals nur regionalen Bedeutung gerechtfertigt. Eine Petition auf Initiative des Ibbenbürener Reichstagsabgeordneten Heinrich Wattendorff konnte jedoch erreichen, dass das Bergwerk doch gesümpft wurde.
Zur Sümpfung wurde das gesamte Bergwerk umgebaut und neu gestaltet. Der bisherige Wasserhaltungsschacht von Oeynhausen 1 wurde Förderschacht, der Förderschacht von Oeynhausen 2 Wasserhaltungsschacht. Für die damalige Zeit riesige Pumpen wurden am Schacht 2 eingebaut. Noch heute ist im Bergbaumuseum Ibbenbüren der Haspel zum Einhängen der Pumpengetriebe zu sehen.
Die Tagesanlagen wurden komplett erneuert. Am Ibbenbürener Förderstollen wurde die schon vor dem Wassereinbruch projektierte Kohlenwäsche errichtet. Die Wasserlösung erfolgte bis dahin über den Dickenberger Tiefenstollen, musste aber wegen dessen zu geringer Leistungsfähigkeit auf den Ibbenbürener Förderstollen umgelegt werden. Neue Klärteiche mussten am Püsselbürener Damm angelegt werden. Diese klären noch heute das Grubenwasser des Bergwerks.
Die eigentliche Sümpfung begann am 9. Dezember 1896 und dauerte bis zum 12. September 1898 an. Die erste wieder aus Flöz Glücksburg geförderte Kohle wurde am 18. Oktober 1898 durch jubelnde Menschenmassen am Ibbenbürener Förderstollen in Empfang genommen. Die Kohlenwäsche und die Brikettfabrik gingen jedoch erst 1899 in Betrieb. 1905 erfolgte der Bau eines Zechenkraftwerkes, 1912 die Inbetriebnahme des Nike-Kraftwerk Ibbenbüren an der Kohlenwäsche.

### Übernahme durch die Preussag

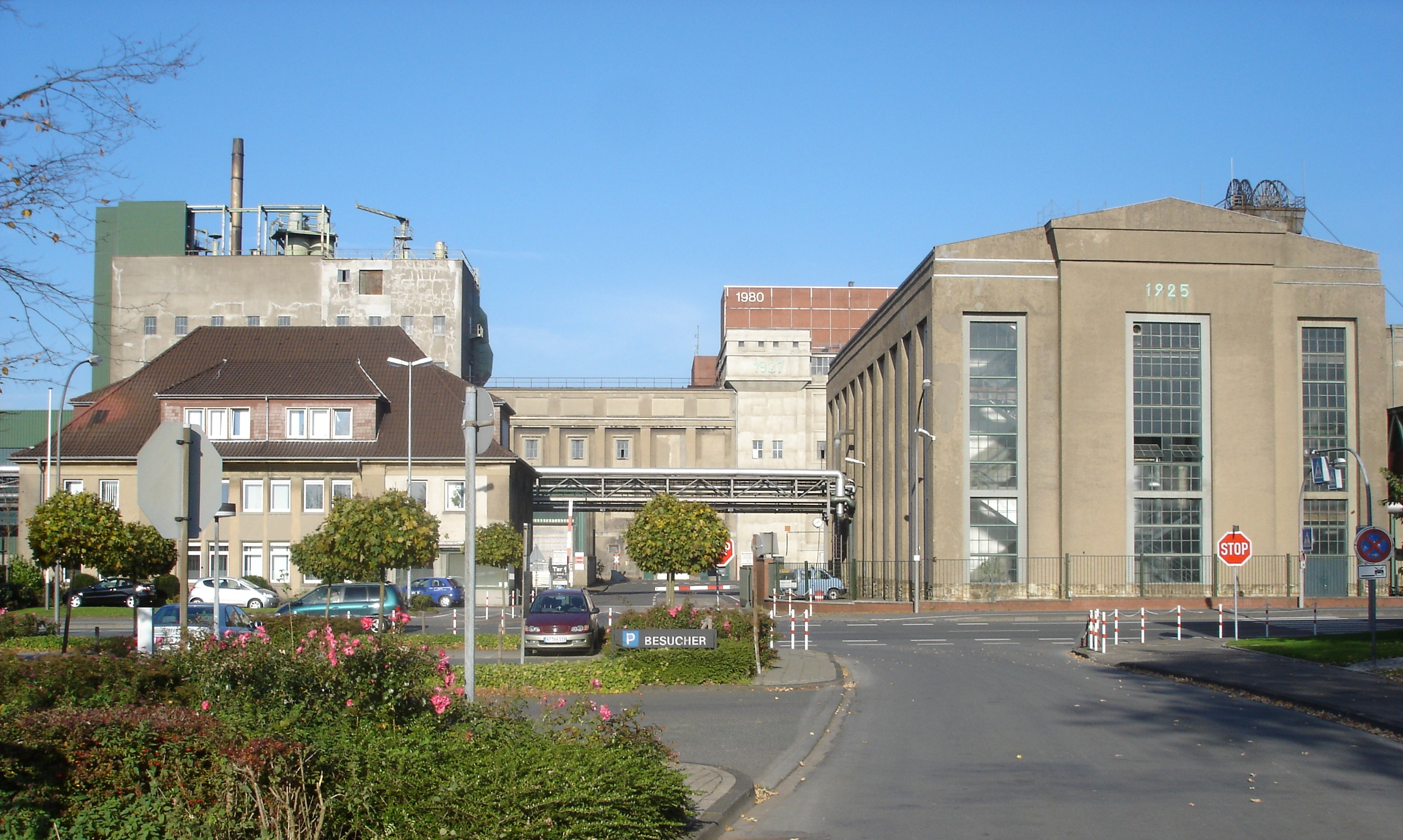
Haupteingang mit Gebäuden aus den Jahren 1925 (rechts) bzw. 1927 (Hintergrund)

Durch die Verträge von Versailles und die Ruhrbesetzung war die Kohlenförderung in Deutschland 1923 auf einen Tiefstpunkt gefallen. Auch die Lage des Ibbenbürener Ostfeldes war mehr als trostlos. Zwar war die Belegschaft von 1000 Mann in der Kriegszeit auf 1600 im Jahr 1923 angewachsen, trotzdem sank die Förderquote von 300.000 Tonnen pro Jahr auf 200.000 t/a herab. Hauptgrund war die in der Kriegszeit vernachlässigte Aus- und Vorrichtung neuer Kohlenfelder.
Aufgefangen werden konnte der Förderrückgang durch Pachtgruben, die überall im Revier entstanden. Die größte Bedeutung hatten die Zeche Mathilde und Grube Mieke. In Spitzenzeiten waren über 100 dieser Klein- und Kleinstbergwerke in Ibbenbüren aktiv.
Die beiden Zechen Ost- und Westfeld wurden am 1. November 1924 der 1923 gegründeten Preussag übertragen. Diese leitete sofort umfangreiche Modernisierungsschritte ein und begann, neue Flöze für das Bergwerk zu erschließen. Die von Oeynhausenschächte 1 & 2 wurden bis zur III. Tiefbausohle tiefergeteuft. Die Tagesanlagen wurden völlig umgestaltet, eine neue Kohlenwäsche und Brikettfabrik wurde direkt auf dem Gelände der v. Oeynhausenschachtanlage in Betrieb genommen. Eine Zechenbahn zum Bahnhof Esch und ein neues Kesselhaus wurden errichtet. Die Fördermaschine sowie das Schachtgerüst des von Oeynhausen-Schachtes 1 wurden erneuert. Diese Arbeiten zogen sich bis 1928 hin.
Nachdem die Kohlenwäsche und die Zechenbahn fertiggestellt waren, wurden die Aufbereitung, Brikettierung und Verladung im Ibbenbürener Bahnhof stillgelegt. Zeitgleich wurde der Betrieb des Ibbenbürener Förderstollens eingestellt, der seither nur noch der Entwässerung der Grube dient. Statt der bisherigen hölzernen Förderwagen mit 39 cm Spurweite wurden nun eiserne mit 60 cm Spurweite eingesetzt.

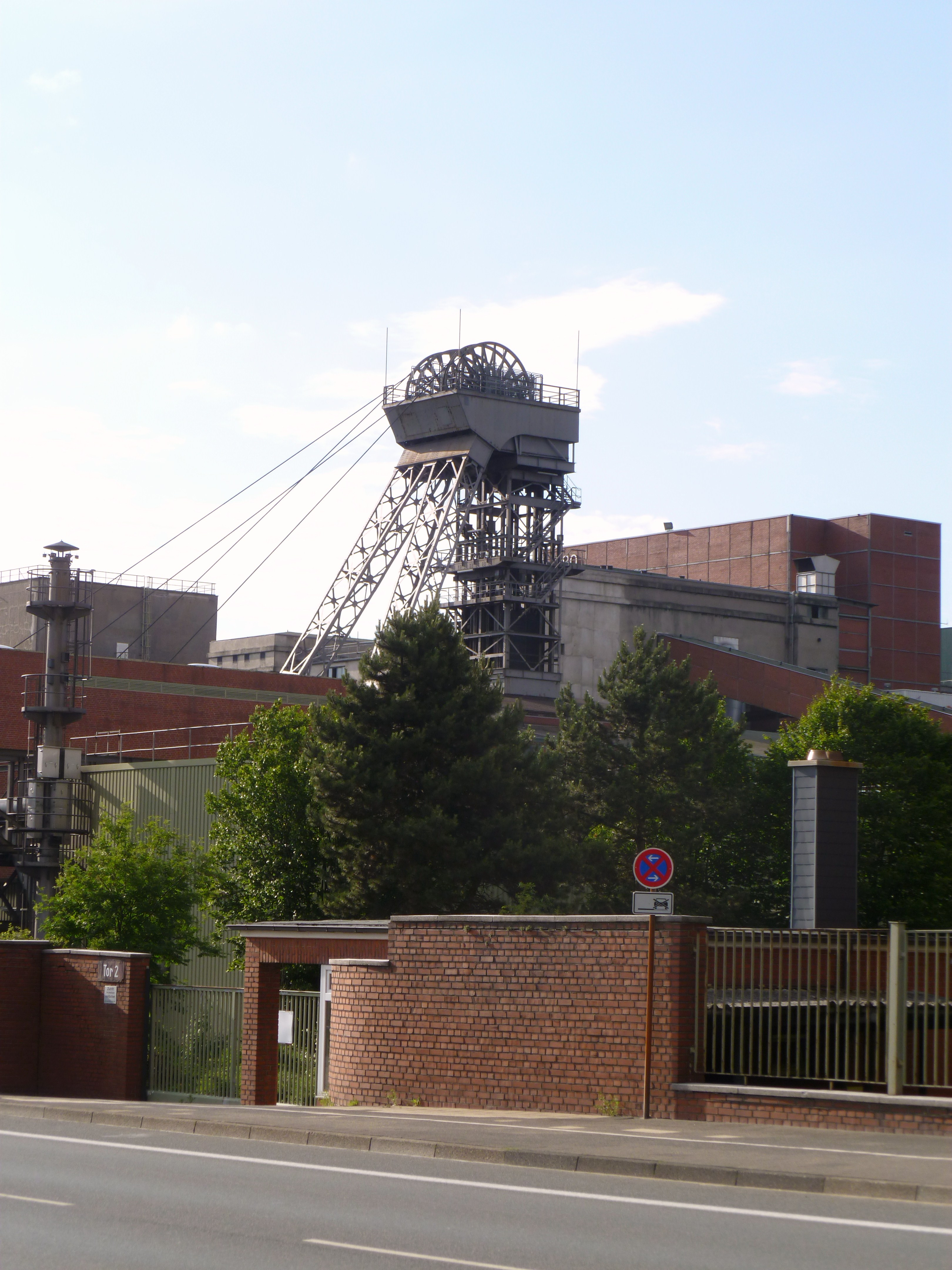
Fördergerüst des von Oeynhausenschachtes 3

Schon 1920 wurde der Nordschacht projektiert, jedoch zugunsten eines dritten von Oeynhausenschachtes fallengelassen. Im Februar 1930 wurde der erste Spatenstich für den neuen von Oeynhausenschacht 3 gemacht. Dieser wurde bis zur III. Tiefbausohle mit 6,20 m Durchmesser geteuft und mit 338 m am 5. September 1931 durchschlägig.
Der von Oeynhausenschacht 3 erhielt eine Dampffördermaschine mit 1500 PS Leistung. Als er im Mai 1932 die Förderung aufnahm, wurde auch die Seilfahrt hierher verlegt. Ein 1896 gebauter Schornstein wurde mit dem noch heute prägenden Wasserbehälter zum Wasserturm umgebaut.
Unter Tage wurden die Flöze Reden und Theodor neu vorgerichtet.

### Erfindung des Schälschrappers und des Kohlenhobels

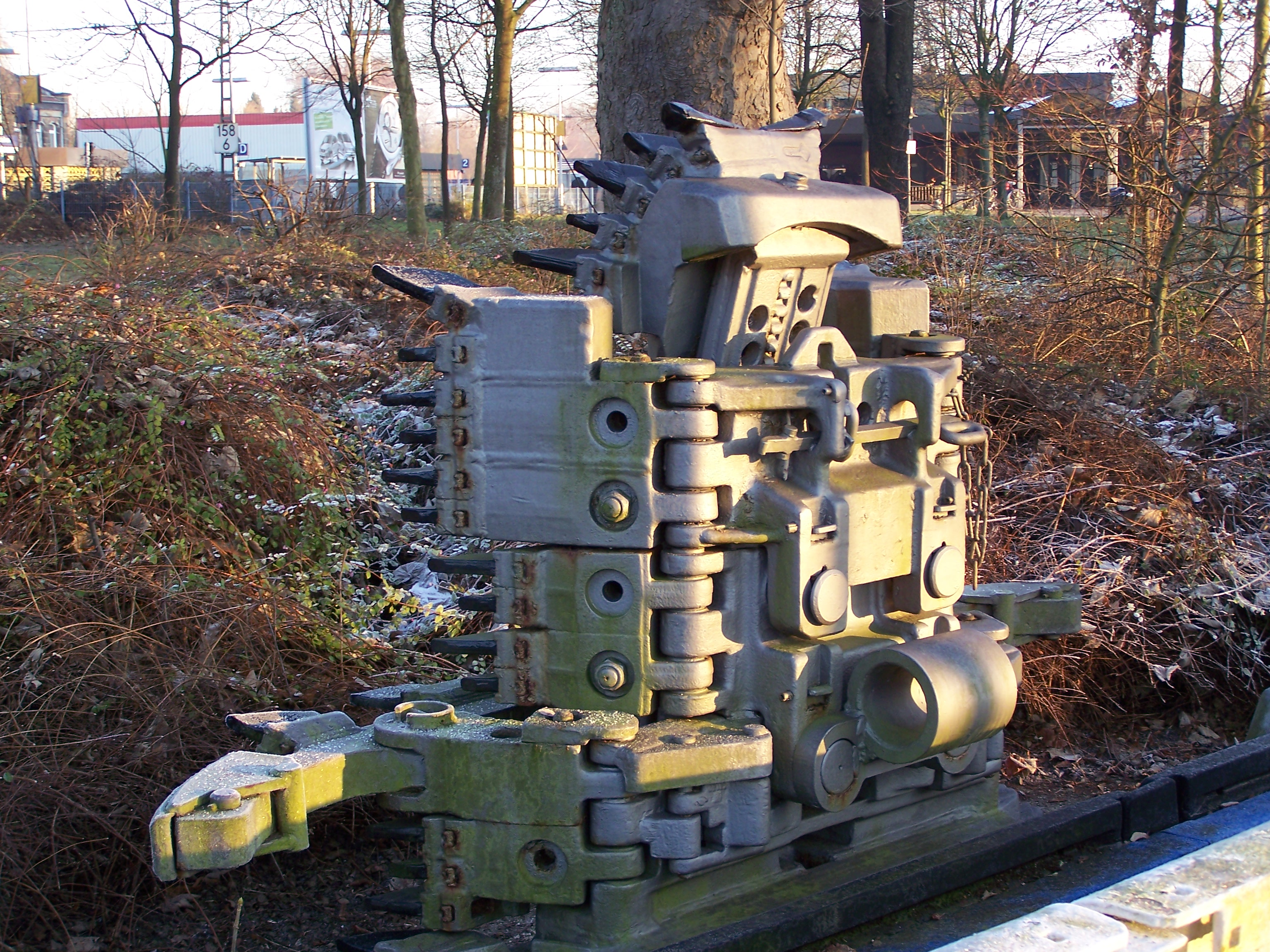
Denkmal des auf dem Bergwerk erfundenen Kohlenhobels am Bahnhof Ibbenbüren

Die mechanische Kohlegewinnung wurde auf dem Bergwerk Ibbenbüren entscheidend weiterentwickelt. Bei Versuchen wurden erste Erfolge mit der schälenden Gewinnung erzielt. Infolgedessen wurde 1941 in der Betriebswerkstatt des Oeynhausenschachtes der erste Kohlenhobel gebaut und erfolgreich unter Tage erprobt.
Nachdem der Kohlenhobel ständig verbessert wurde, wurde er am 24. März 1942 in Berlin zum Patent angemeldet. Der Strebfortschritt konnte von 1,49 m/Tag auf 3,00 m/Tag gesteigert werden. Die Schichtleistung stieg von 3,6 t auf 7,6 t je Mann und Schicht. An der Entwicklung des Kohlenhobels hatte der Maschinenfahrsteiger Konrad Grebe maßgeblich mitgewirkt. Der gebürtige Saarländer war seit 1931 auf dem Bergwerk Ibbenbüren angelegt.
Auch der Schälschrapper, ein weiterentwickelter Kohlenhobel mit Schrapperanbau, wurde in Ibbenbüren entwickelt. Er wurde speziell auf Flöze geringer Mächtigkeit ausgerichtet.
Das Bergwerk wurde von direkten Kriegshandlungen nicht betroffen. Durch den Stromausfall in den letzten Kriegstagen soffen einige Tiefbaue in den Flözen Reden und Glücksburg ab. Einzig das Turmfördergerüst des Morgensternschachtes wurde von herannahenden britischen Streitkräften beschossen, weil sie es für eine Radarstation hielten.

### Nordschacht und Sprung in die Teufe

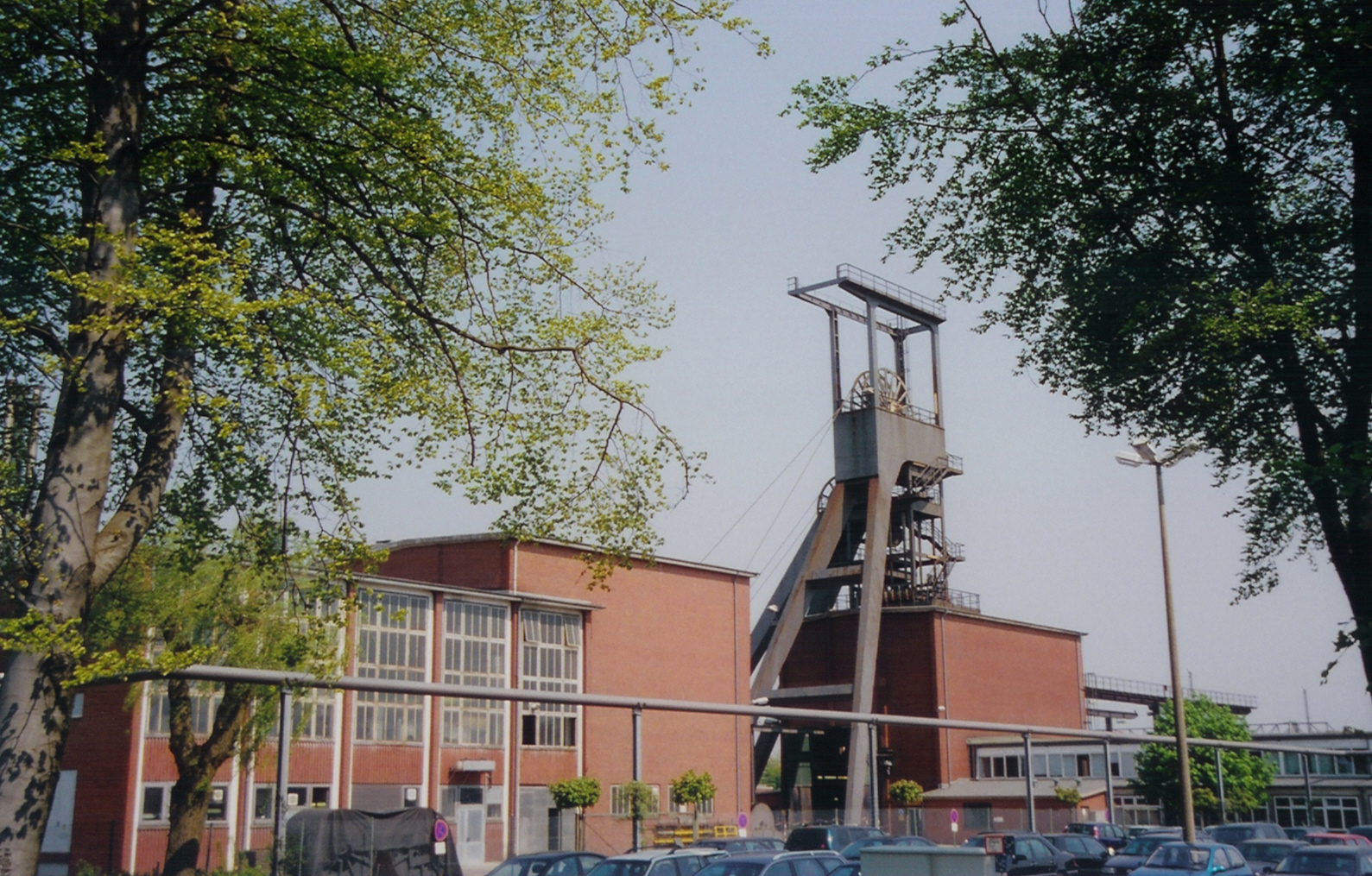
Das auf Mettinger Gebiet liegende Nordschacht-Gelände

In den 1950er Jahren setzte sich der Aufwärtstrend des Bergwerkes weiter fort. Der von Oeynhausenschacht 1 wurde weitere 60 Meter bis zu seiner heutigen Endteufe tiefergeteuft. Der von Oeynhausenschacht 3 wurde bis 1962 in Schritten bis zu seiner Endteufe 832 m (−672 m NN) auf der 4. Sohle geteuft. Die Flöze 1, 1a und 2 wurden so erschlossen. Am Standort der von Oeynhausenschachtanlage wurde 1954 das Preussag Ballastkraftwerk Ibbenbüren zur Verstromung der Ballastkohlen in Betrieb genommen.
1951 wurde in der Nähe der ehemaligen Schachtanlage Perm des Erzbergbaus in Laggenbeck der Notbergbau Perm eröffnet. Über einen Schrägstollen wurde hier bis 1960 Kohle gefördert, um den Kohlenmangel in der noch jungen Bundesrepublik zu mildern.
Das umfangreichste Projekt der 50er Jahre war die Anlegung des Nordschachtes bei Mettingen. Der Abbau der Kohle verlagerte sich immer weiter nach Norden und in immer größere Teufe, da die Flöze nach Norden hin einfallen. Für die Förderung, Fahrung, Wetterführung und Wasserhaltung ergaben sich mittlerweile große Probleme.
1953 wurde mit dem Teufen des Nordgesenks von der 3. Sohle aus begonnen. Von über Tage aus wurde mit dem Teufen des Nordschachtes am 9. Juli 1956 begonnen. Dieser wurde mit dem Nordgesenk im November 1957 durchschlägig. Das Gesenk hatte mittlerweile das Niveau des Flözes Theodor erreicht. Die vorläufige Endteufe wurde im Flöz 2a 1960 mit 807,65 m erreicht.
Gleichzeitig wurden am Nordschacht Kauen, eine Lampenstube und Parkplätze für 1.500 Mann erstellt. Zur verbesserten Wetterführung wurde der Theodorschacht auf seine heutige Endteufe von 603,60 m gebracht und der Schachtdurchmesser von 3,60 m auf 6,20 m erweitert.
Als weiterer Wetterschacht gemeinsam mit dem Westfeld wurde der Bockradener Schacht errichtet. Der ursprünglich auch als Seilfahrtschacht für den Bockradener Graben und das Beustfeld projektierte Schacht wurde wegen zu großer Wasserzuflüsse zunächst bei 391,1 m unterbrochen und bislang nicht wieder aufgenommen. Nach Stilllegung des Westfeldes dient er heute noch als Wetterschacht für das Bergwerk Ibbenbüren. Weiterhin existiert hier ein unterirdisches Wasserwerk für das Bergwerk.
Die Zechenbahn wurde 1962 bis zum Hafen Mittellandkanal km 4 verlängert und elektrifiziert. 1967 wurde das vorhandene Preussagkraftwerk um das RWE-Kraftwerk Ibbenbüren Block A ergänzt.
Mit dem Vordringen in die Teufe wurde Grubengas ein zunehmendes Problem im Grubenbetrieb.
Mit der Verwertung des anfallenden Grubengases wurde im September 1968 im Ballastkraftwerk begonnen.
Um die tiefen Anthrazitkohleflöze zu erschließen, wurde der Nordschacht ab 1974 auf 1.417,5 m tiefergeteuft und hier die 5. Sohle angelegt. Am 17. April 1977 wurde die erweiterte Seilfahrt bis zur 5. Sohle aufgenommen.
Durch einen Querschlag gelangte von nun an die in den Anthrazitkohleflözen geförderte Kohle zum von Oeynhausenschacht 3. Dieser wurde 1974 von Gestellförderung auf Skipförderung umgestellt. Ebenso wurde die Streckenförderung von Wagenförderung auf Bandförderung umgestellt. Nach der Kohlenkrise und einschneidenden Veränderungen auch im Ibbenbürener Kohlenrevier wurde am 29. Juni 1979 das Westfeld stillgelegt.
Auch der Morgensternschacht im Morgensternfeld ganz im Osten des Betriebsbereiches wurde stillgelegt und verfüllt. Dieser wurde um 1940 von der stillgelegten Pachtgrube Concordia übernommen. Zuletzt diente er der Wetterführung und Wasserhaltung.

### 1980 bis 2007
Um das Jahr 1980 wurden auch zahlreiche Änderungen im Tagesbetrieb des Bergwerkes durchgeführt. Die Kohlenwäsche wurde erweitert sowie die Brikettfabrik stillgelegt. Am Nordschacht wurde eine zentrale Kühlanlage in Betrieb genommen. Hier wurde Wasser heruntergekühlt, um die Grubenwetter zu kühlen.
Da die Anthrazitkohleflöze viel Grubengas enthalten, muss dieses abgesaugt und verbrannt werden. Hierzu wurde die EVA (Energie-Versorgungsanlage) errichtet, die das Grubengas zur Stromproduktion nutzt. Das Preussag-eigene Ballastkraftwerk am Standort wurde 1985 mit der Inbetriebnahme der EVA stillgelegt.
Seit 1986 ist Block B des Kraftwerk Ibbenbüren in Betrieb und war der größte Abnehmer der Kohle aus dem Bergwerk. Der Block A wurde 1987 stillgelegt. 1987 wurde die große Halle der Rohkohlenvergleichmäßigungsanlage gebaut, die die verschiedenen Kohlesorten der verschiedenen Flöze vergleichmäßigte.
1986–88 wurde der Nordschacht auf seine Endteufe von 1.545 m gebracht, und die 6. Sohle angesetzt. 1993 wurde eine Materialsortieranlage am Nordschacht angeschlossen, um das von unter Tage anfallende Material zu sichten und zu sortieren.
Am 14. Februar 1997 beteiligten sich 3000 Kumpel und Angehörige des Bergwerks Ibbenbüren am 100 Kilometer langen Band der Solidarität. Die an der Kette teilnehmenden Personen reisten mit 60 Bussen von Ibbenbüren nach Lünen, um dort ein 3,1 km langes Teilstück der Kette zu besetzen. Insgesamt nahmen rund 220.000 Menschen aus den Kohlenrevieren des Ruhrgebiets, der Saar und des Tecklenburger Landes an der Kette, welche sich von Neukirchen-Vluyn bis nach Lünen zog, teil.
Hintergrund der Aktion war die Kohlenpolitik der Regierung Kohl, welche starke Verunsicherungen unter den Bergleuten auslöste.
1989 wurde der Geschäftsbereich Kohle der Preussag in die Preussag Anthrazit GmbH ausgelagert. Seit der Übernahme der Preussag Anthrazit GmbH und damit auch des Bergwerks in Ibbenbüren durch die Deutsche Steinkohle AG des RAG-Konzerns am 1. Januar 1999 war der Betreiber die „DSK Anthrazit Ibbenbüren GmbH“, seit dem 1. Januar 2008 umbenannt in „RAG Anthrazit Ibbenbüren GmbH“.
Schon kurz vor der Schließung des Bergwerks Westfalen im Jahr 2000 wurden die ersten von fast 300 Bergleuten nach Ibbenbüren verlegt.

### 2007 bis zur Schließung
Nachdem sich die CDU-geführten Landesregierungen in Nordrhein-Westfalen und dem Saarland, die eine Beendigung des Steinkohlenbergbaus anstrebten, mit der Bundesregierung geeinigt hatten, wurde 2007 das Ende der Subventionen für 2018 beschlossen. Da das Bergwerk Saar schon im Juni 2012 geschlossen wurde, sind zwischen 2009 und 2013 insgesamt 756 saarländische Bergleute nach Ibbenbüren verlegt worden. Zum Zeitpunkt der Betriebseinstellung des Bergwerks Ibbenbüren im Jahr 2018 waren von ihnen noch ungefähr 50 Bergleute beschäftigt, während der Rest in den Ruhestand getreten war oder anderweitige Beschäftigung gefunden hatte.
Der genehmigte Betriebsplan endete mit der endgültigen Schließung 2018.
Die Kommunen der Kohleregion Ibbenbüren, Westerkappeln, Hörstel, Hopsten, Ibbenbüren, Mettingen und Recke, haben zusammen mit der RAG Anthrazit Ibbenbüren GmbH und der RAG Montan Immobilien eine gemeinsame Zusammenarbeit im Rahmen des bevorstehenden Strukturwandels beschlossen. Zur Koordinierung des Verfahrens wurde von den Gemeinden eine Schnittstelle Kohlekonversion errichtet. Diese Geschäftsstelle hat ihren Sitz im Rathaus der Stadt Ibbenbüren. Es gibt viele Fragen, die den Strukturwandel aktuell bestimmen: Welche Potentiale hat die Region? Welche künftige Nutzung werden die Bergbau-Standorte haben? Die Region hat aber „Gute Aussichten“ auf den Strukturwandel – unter diesem Slogan läuft das Projekt, da sie auf den Strukturwandel bisher gut vorbereitet ist. Das Projekt bezieht die Standorte, von Oeynhausen, den Nordschacht und die Bergehalden, Hopstener Halde und Rudolfschachthalde, als auch die regionalen Bedingungen in die Planung mit ein.
Bedingt durch die näherrückende Stilllegung des Bergwerks wurde im Jahr 2014 eine letzte Kohorte Auszubildender eingestellt, die ihre Ausbildung Anfang 2018 abgeschlossen haben. Mit der Beendigung der Ausbildung am Bergwerk wurde das Berufskolleg der RAG Anthrazit Ibbenbüren GmbH am 31. Dezember 2017 geschlossen. Das Berufskolleg war die bergwerkseigene Bergberufsschule, in welcher die Auszubildenden des Bergwerks, aber auch fremder Betriebe beschult wurden.
Am 30. März 2017 wurde in 1.500 m Teufe der letzte Durchschlag gemacht.
Am 17. August 2018 wurde im Bergwerk zum letzten Mal Kohle abgebaut. Die letzte Bauhöhe 9/10 Norden im Flöz 53 (Beustfeld) startete am 2. Oktober 2017 und hatte eine durchschnittliche Kohlenflözmächtigkeit von 1,19 Metern bei einer Länge von 1.440,9 Metern.
Die verwertbare Kohlenförderung des Abbaubetriebs betrug 388.538 Tonnen und lag in einer durchschnittlichen Teufe von 1.335 Metern.
Die Kohlenaufbereitung endete mit der Stilllegung der Kohlenwäsche am 31. August 2018.
Mit einer letzten Kohleförderung am 4. Dezember 2018, dem Gedenktag der Hl. Barbara, der Patronin der Bergleute, wurde das Bergwerk Ibbenbüren offiziell geschlossen.
Im Beisein von Ministerpräsident Armin Laschet und weiterer Gäste wurde am von Oeynhausenschacht 3 der letzte symbolische Förderwagen gehoben.
Als erster Schacht wurde zwischen dem 15. März und Mitte Mai 2019 der Theodorschacht mit Beton verfüllt. Der 571 Meter tiefe Wetterschacht wurde mit insgesamt 18 242 Kubikmetern Beton verfüllt.
Am 6. Juni 2020 wurde die Wasserhaltung am Nordschacht eingestellt, die Pumpen wurden geraubt und über Tage gebracht. Nach einer letzten Befahrung wurde ab dem 9. Juni 2020 mit der Teilverfüllung des Nordschachtes begonnen. Ab der Flottwellsohle in 191 Metern Tiefe, bis 7 Meter unterhalb der Oberfläche, wurde mit 720 Betonmischerladungen der Schacht durch 5400 m³ Beton teilverfüllt. Die Arbeiten endeten nach einem Monat am 7. Juli 2020.
Die von-Oeynhausen-Schächte 1, 2 und 3 sowie der Bockradener Schacht wurden, nach Abstellung der Bewetterung am Bockradener Schacht, ab dem 14. Januar 2021 mit Beton verfüllt.

## Feldteile
Die Ibbenbürener Bergplatte ist durch die Anhebung aus großer Teufe in mehrere Teilfelder (häufig auch Schollen genannt) zerbrochen, die durch Sprünge voneinander getrennt sind. Die Teilfelder sind von West nach Ost gegliedert:

### Beust-Feld
Das Beust-Feld ist nach dem Beustschacht, der in diesem Feld lag, benannt worden und die westlichste Scholle des Ostfelds. Der Beustschacht wiederum ist nach dem preußischen ersten Hauptbergmann Ernst August von Beust benannt worden, der die Hauptaufsicht über die Ibbenbürener Gruben hatte.
Zum weiter westlich gelegenen Bockradener Graben grenzt sich das Feld mit dem Beust-Sprung ab. Südlich grenzt der Berg-Sprung das Beust-Feld ein. Auf dem Beustfeld liegen die oftmals auf Kartenwerken genannten geografischen Bezeichnungen Donnerberg und Mittelberg als kleine Erhebungen auf der Ibbenbürener Karbonscholle. Im Beustfeld liegen auch die historischen Bergbaulichen Anlagen des Beustschachtes mit dem Bockradener Stollen, welche jedoch schon seit dem 19. Jahrhundert stillgelegt sind.
Östlich wird das Beustfeld durch den Fahlbachsprung begrenzt. Dieser ist an der Oberfläche teilweise sichtbar durch das Fahlbachtal im nördlichen Bereich der Karbonscholle. Nachdem in den 1950er Jahren das Flöz Glücksburg abgebaut wurde, lag das Feld still.
Ab dem Januar 2012 wurde hier erstmals seit den 1950er-Jahren wieder Kohle abgebaut. Zunächst wurde im Flöz 54 Kohle gewonnen, später auch in Flöz 53.
Am 17. August 2018 wurde im Baufeld 9/10 Norden im Flöz 53 des Beustfelds unterhalb der Straßen Nießings Kamp und Querenbergstraße die letzte Kohle des Bergwerks Ibbenbüren abgebaut. Dieser Abbau war auch der letzte Abbaubetrieb für Steinkohle in Deutschland, die mit dem Kohlenhobel gewonnen wurde. Da mit Bergwerk Ibbenbühren eine lange technische Entwicklungstradition des Kohlehobels verbunden war, wurden zur Erinnerung Teile der letzten Meißel- und Kettenstücke des letzten Hobels an Mitarbeiter und Funktionäre des Bergwerks übergeben.

### Oeynhausen-Feld
Das östlich des Beust-Felds liegende Oeynhausenfeld gehört mit dem Mathilde-Feld und dem Rudolf-Feld des Westfelds sowie dem Theodor-Feld zu den vier großen Teilfeldern der Ibbenbürener Karbonscholle. Gegenüber dem Beust-Feld ist das Oeynhausen-Feld durch den Fahlbachsprung um 180 m emporgehoben, was jedoch an der Erdoberfläche – außer dem Fahlbachtal – kaum sichtbar ist. Die Namensgebung erfolgte nach dem Oeynhausenschacht.
Zum östlichen Theodor-Feld ist das Oeynhausenfeld durch den Theodorsprung abgegrenzt. Im Oeynhausen-Feld wurde in allen bauwürdigen Kohleflözen Kohle gewonnen, zusammen mit dem Theodor-Feld war es das Hauptabbaugebiet des Bergwerks.
Im Oeynhausen-Feld liegen die Anlagen des Oeynhausenschachts sowie der Ibbenbürener Förderstollen und der Nordschacht.

### Theodor-Feld
An das Oeynhausen-Feld grenzt östlich, getrennt durch den Theodorsprung, das Theodor-Feld an. Es wurde nach dem im Feld liegenden Theodorschacht benannt. Auch hier wurde Kohle abgebaut.

### Knüppescher Graben
Wiederum östlich an das Theodorfeld grenzt der Knüppesche Graben, welcher einen komplizierten geologischen Aufbau hat. Bedingt durch die Anhebung der Karbonscholle hat dieser Bereich des Gebirges als Druckauffangzone gewirkt. An der Oberfläche lässt sich dieses Feld vor allem durch den Graben erkennen, der sich im Süden zur Ibbenbürener Talung öffnet. Bergbau hat hier nur in früherer Zeit stattgefunden.

### Morgensternfeld
Auch das östlichste Teilfeld der Ibbenbürener Karbonscholle beherbergt schon einige Jahre vor der Schließung keine Abbaubetriebe mehr. Wie der Knüppesche Graben ist das Morgensternfeld sehr kompliziert aufgebaut, was den Bergbau hier erschwerte.
Im Morgensternfeld befindet sich zudem der höchste Punkt der Ibbenbürener Bergplatte. Der im Morgensternfeld liegende Morgensternschacht ist seit 1979 stillgelegt und verfüllt.

## Kohleflöze

### In der Vergangenheit abgebaut
- Flöz Flottwell
- Flöz Flottwell Nebenflöz (auch Röschenflöz genannt)
- Flöz Glücksburg
- Flöz Bentingsbank
- Flöz Reden
- Flöz Theodor
- Flöz 1a
- Flöz 2
- Flöz 40
- Flöz 43
- Flöz 45
- Flöz 48
- Flöz 51
- Flöz 52
- Flöz 53
- Flöz 54
- Flöz 59
- Flöz 65/68
- Flöz 69
- Flöz 74
- Flöz 78

## Kohlenförderung und Kohleverwertung
Die im Bergwerk Ibbenbüren geförderte Kohle wurde zum größten Teil direkt im benachbarten Kraftwerk Ibbenbüren verfeuert. Hier machte das Anthrazit, vor allem die Feinkohle des Bergwerkes den größten Teil des Brennstoffes aus. Einige weitere Kraftwerke wurden entweder per Eisenbahn oder Schiff mit Kohle versorgt.
Ein beachtlicher Teil der geförderten Kohle wurde auf dem nicht-subventionierten Markt für Kohleheizungen abgesetzt. Die Kohle konnte neben kleineren Hausbrandanlagen auch für große Heizungen vor allem in Gärtnereien und Schwimmbädern genutzt werden. Teilweise gelangte die Kohle sogar bis ins benachbarte Ausland und wurde dort für Hausbrandzwecke genutzt. Der Hausbrandmarkt machte in den letzten Betriebsjahren etwa 400.000 t pro Jahr aus.
Eine Besonderheit war, dass sich die in Ibbenbüren geförderte Anthrazitkohle hervorragend für die Wasseraufbereitung eignete. So ist sie in Wasserwerken und auch Kleinstanlagen sowie in Spezialfiltern für Entwicklungshilfe genutzt worden. Die Anthrazitkohle wurde speziell aufbereitet und konnte in diesem Zustand besonders gut Chlor oder Trihalogenmethan und andere allgemeine oxidierbare Substanzen effektiv aus dem Wasser entfernen. Auch wurde die Kohle zur Herstellung von Kohlenstoffelektroden oder zur Aufkohlung und Schlackenschäumung in der Stahlindustrie benutzt.

### Fördermengen
| Förderjahr | Fördermenge in Mio. t |
| ---------- | --------------------- |
| 2009       | 1,900                 |
| 2010       | 1,968                 |
| 2011       | 2,006                 |
| 2012       | 1,959                 |
| 2013       | 1,911                 |

## Tagesanlagen

### Schächte der letzten Betriebsphase
| Schachtname            | Teufe    | Bemerkungen                                |
| ---------------------- | -------- | ------------------------------------------ |
| v. Oeynhausenschacht 1 | 414,90 m | Materialförderschacht                      |
| v. Oeynhausenschacht 2 | 339,30 m | ohne Fördergerüst, zeitweise Wasserhaltung |
| v. Oeynhausenschacht 3 | 868,00 m | Hauptförderschacht, 4 Skips                |
| Theodorschacht         | 603,3 m  | Hauptwetterschacht                         |
| Nordschacht            | 1.545 m  | Hauptseilfahr- und Materialschacht         |
| Bockradener Schacht    | 391,1 m  | Wetterschacht                              |

#### von-Oeynhausen-Schachtschachtanlage
Energieversorgungsanlage (EVA)

Auf dem Gelände der von-Oeynhausen-Schachtschachtanlage befand sich seit 1983 das EVA genannte Grubengaskraftwerk des Bergwerks. Es ersetzte die Dampfauskopplung des Ballastkraftwerks Ibbenbüren, welches das Bergwerk mit Prozessdampf versorgte. Die EVA erzeugte 60 bar Dampf in zwei Kesseln, dieser wurde zur Versorgung eines Turbinensatzes mit 27 MW elektrischer Leistung genutzt. Ein dritter zur EVA gehörender Dampfkessel diente ausschließlich der Prozessdampfgewinnung. Die Abwärme des Kraftwerks wurde durch Kraft-Wärme-Kopplung weitestgehend verwertet.

#### Nordschacht
Der Nordschacht war der Hauptseilfahrschacht des Bergwerkes Ibbenbüren. Er befindet sich südlich des Zentrums der Gemeinde Mettingen direkt am Köllbachtal.
Zuletzt war er der tiefste in Betrieb befindliche Steinkohlenschacht Europas. Diesen Titel besaß er schon einmal bis 1987; der ebenfalls Nordschacht genannte Schacht des Bergwerks Saar hielt diesen Titel bis zum 30. Juni 2012. Seit diesem Tag war der Nordschacht Ibbenbüren wieder der tiefste in Betrieb befindliche Steinkohlenschacht Europas.
Die Tagesanlagen des Nordschachts umfassten neben dem Fördergerüst, Schwarz- und Weißkaue, Materiallager und Büros auch eine Materialsortieranlage. Beheizt wurden die Gebäude am Nordschacht über eine Kraft-Wärme-Kopplungsanlage mit Gasmotoren, die mit Grubengas liefen.

### Historische Schächte und Betriebsanlagen

#### Seilschacht

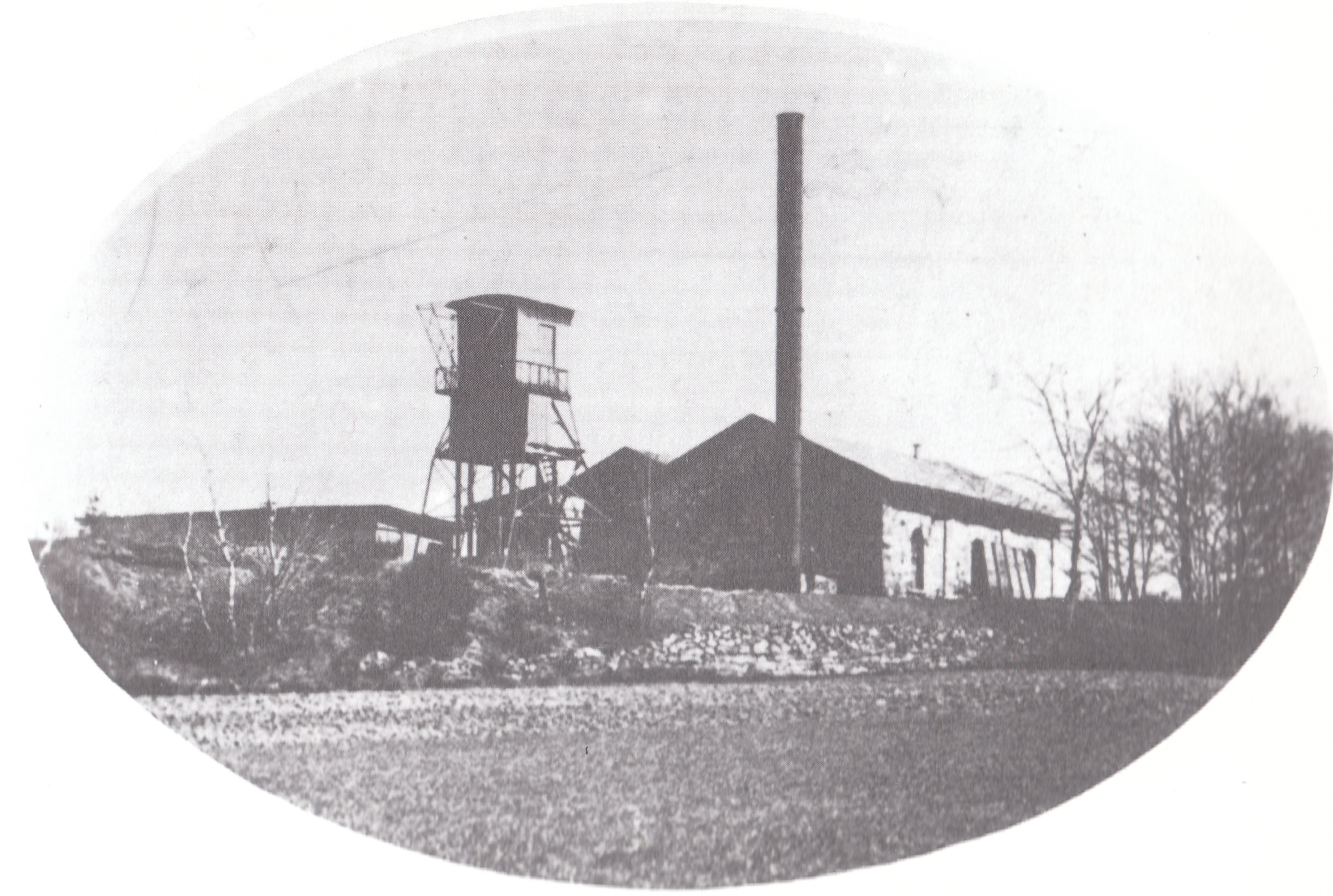
Seilschacht mit Fördergerüst im Jahr 1870

Um die Leistungsfähigkeit des noch im Ausbau befindlichen von Oeynhausenschachts zu steigern, wurde 1863 der Seilschacht zur I. Tiefbausohle abgeteuft. Dieser sollte die neu geschaffene Mittelsohle zwischen der I. Tiefbausohle des Oeynhausenschachts und der Dickenberger Stollensohle des von-der-Heydt-Schachts verbinden. Von hier aus sollte das Flöz Glücksburg abgebaut werden. Die Endteufe des Schachts wurde 1870 mit 142 m erreicht.
Oberhalb der Ibbenbürener Förderstollensohle hatte der Schacht nur eine lichte Weite von 2,14 m × 2,51 m, während unterhalb dieser Sohle die Weite auf 5,60 m × 2,33 m anstieg. Dieses war dem Umstand geschuldet, dass der Seilschacht nicht höher als bis zur Föderstollensohle heben sollte. Auf dieser Eigenschaft ruht auch die Namensgebung des Schachtes, welcher im oberen Teil nur der Seilführung diente.
Es waren zwei Fördertrume angelegt, in denen je ein Fördergefäß lief, zusätzlich war ein Fahrtrum eingebaut. Das Fördergerüst des Seilschachts war das erste freistehende Fördergerüst im Ibbenbürener Bergbau. Bis dahin hatten alle Schächte gemauerte Treibehäuser mit umhaustem Seilscheibenstuhl.
Wie auch beim von Oeynhausenschacht machte sich das zuströmende Wasser unangenehm bemerkbar, die Abteufarbeiten wurden immer wieder stark behindert. Ein Wassereinbruch 1870 in den Oeynhausenschacht linderte die Wassernot, da das Wasser sich über Klüfte zum Oeynhausenschacht bewegte.

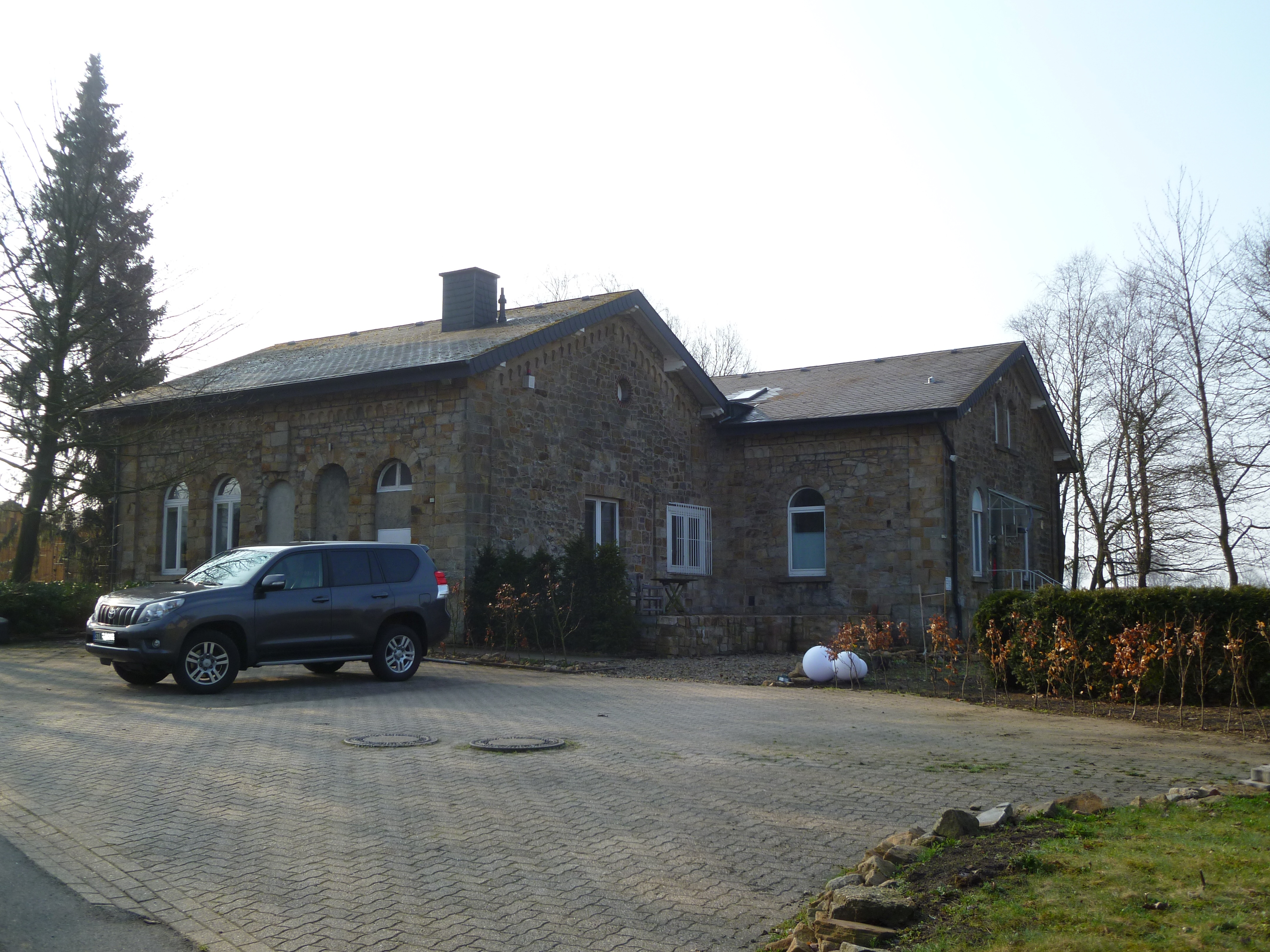
Seilschachtgebäude heute

Das nördliche Fördertrum wurde 1872 bis zu Tage erweitert, so dass auch vom Tage aus die Förderstollensohle erreicht werden konnte. Bis 1881 musste die Belegschaft am Seilschacht auf Fahrten einfahren, mit der Einführung der Seilfahrt entfiel diese zeit- und kräfteraubende Angelegenheit. Zeitgleich musste das bis dahin hölzerne Fördergerüst durch ein eisernes ersetzt werden, und der erste Abschnitt bis zur Stollensohle wurde sogar auf zweitrümige Förderung ausgelegt.
Bis 1893 diente der Schacht der Aus- und Einfahrt eines Teiles der Belegschaft. Mit der Stilllegung der Anlage im selben Jahr wurde das Gebäude als Fahrsteigerwohnung hergerichtet. Noch heute steht dieses Gebäude und ist Punkt 4 der Bergbauwanderroute Oeynhausenschacht.

#### Flottwell-Hilfsschacht
Infolge des großen Wassereinbruches 1894 und des daraus resultierenden Förderausfalls des Bergwerkes, wurde die Verlagerung der Förderung auf das Flottwellflöz notwendig. Da dieses zusammen mit dem Flottwell-Nebenflöz über der Förderstollensohle lag, war es vom Wassereinbruch nicht betroffen. Bis zur Baugrenze am Morgensternschacht standen noch 200.000 t Kohlen an, von denen mit schachbrettartigem Abbau 120.000 t gewonnen werden konnten.
Zur Unterstützung der Förderung wurde der Flottwell-Hilfsschacht vom 10. Oktober 1894 bis auf die Förderstollensohle niedergeteuft. Er erreichte eine Teufe von 73 m und befand sich 80 m nördlich der von Oeynhausenschächte. Ab dem 1. April 1895 wurde die regelmäßige Förderung mit einer 10 PS Dampflokomobile aufgenommen.
Der im Volksmund wegen seiner Auspuffgeräusche der Dampflokomobile „Hächert“ genannte Schacht wurde 1927 mit Installation der neuen, leistungsfähigeren Fördermaschine im von Oeynhausenschacht 1 überflüssig und stillgelegt.

#### Morgensternschacht

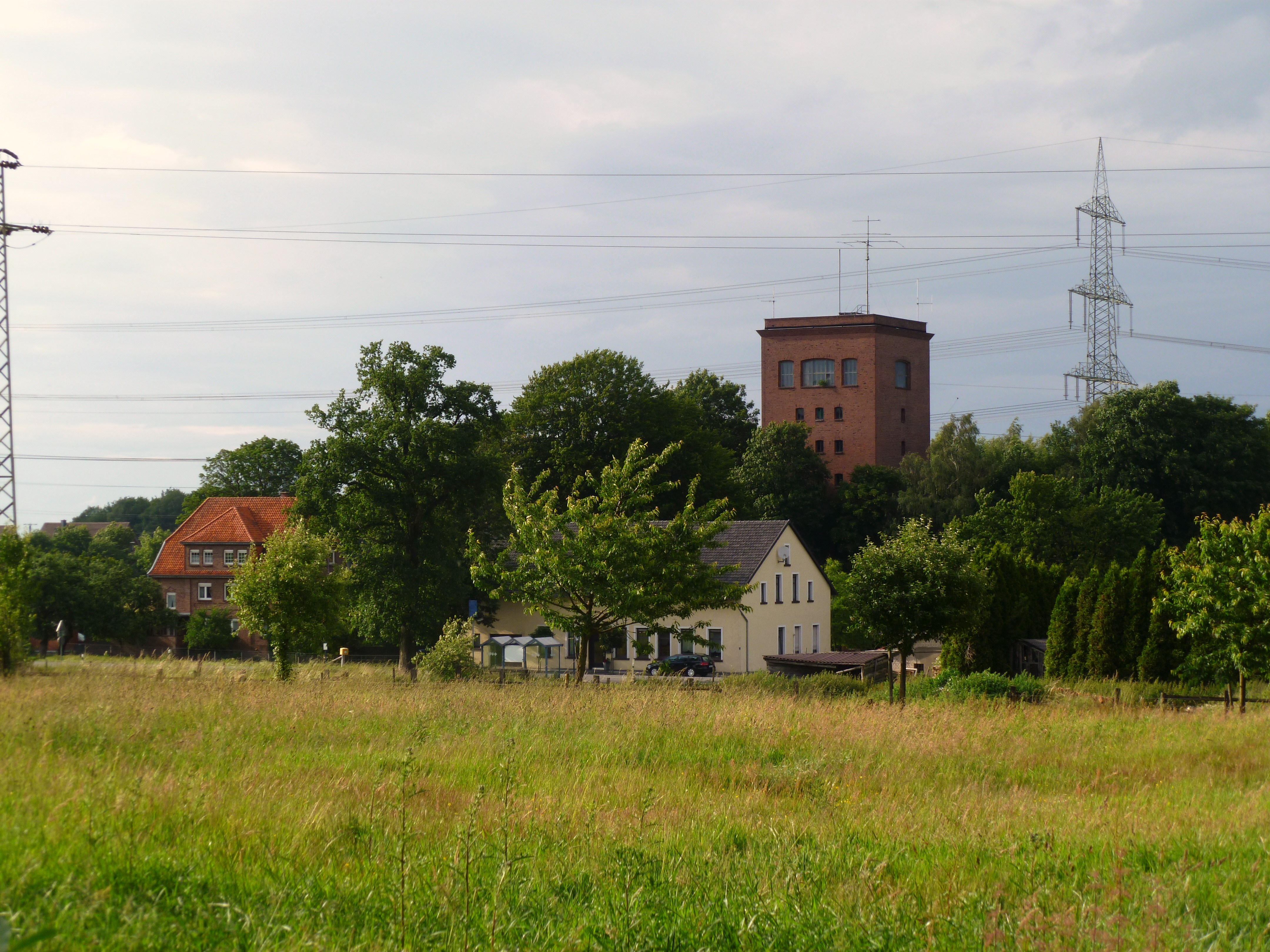
Förderturm des Morgensternschachtes

Der Morgensternschacht wurde 1824 als Förderschacht der Grube Schafberg geteuft. Der anfangs 88 Meter tiefe Schacht wurde auf den tiefen Schafberger Stollen niedergebracht und erhielt als zweiter aller Ibbenbürener Gruben eine Dampffördermaschine. Nach der Zusammenlegung der Ibbenbürener Gruben zur „Grube Glücksburg“ ließ die Bedeutung nach. So wurde er am 1. April 1872 stillgelegt, die Gebäude abgebrochen und der Schacht verfüllt.
Kurz nach dem Ersten Weltkrieg füllte sich der Standort des Morgensternschachtes mit neuem Leben, als die Gewerkschaft Concordia das Morgensternfeld des Reviers pachtete. Von 1920 bis 1928 wurde der wieder aufgewältigte Morgensternschacht dazu benutzt, die im Morgensternfeld gewonnene Kohle zu heben und mittels Seilbahn zum Bahnhof Laggenbeck zu fördern.
Nach der erneuten Stilllegung 1928 ruhte der Betrieb einige Jahre, bis 1940 die erneute Inbetriebnahme durch das Bergwerk Ostfeld (heute Ibbenbüren) erfolgte. Der Schacht erhielt bis 1943 den bis heute existierenden gemauerten Förderturm und wurde auf seine Endteufe von 348 m geteuft.
Da der Abbau im Morgensternfeld sich durch die schwierige geologische Lagerung schon immer als sehr kompliziert herausgestellt hatte, wurde der Morgensternschacht 1979 erneut stillgelegt und verfüllt. Zuletzt diente er vor allem der Wetterführung und Wasserhaltung.
Bis um die Jahrtausendwende herum leuchtete auf dem Förderturm die markante Leuchtreklame für „Preussag Anthrazit“. Der Förderturm wird heute als Amateurfunkstation benutzt. In Zukunft ist angedacht, ihn als Aussichtsturm und Café zu benutzen. Der Morgensternschacht ist der Startpunkt der Bergbauwanderroute 1-Schafberg.
Der gemauerte Förderturm wurde am 23. März 2010 unter Denkmalschutz gestellt.

### Bergehalden

#### Hopstener Halde
Die Bergehalde Hopstener Straße war ehemals die Hauptbergehalde des Bergwerkes Ostfeld. Inzwischen wird sie renaturiert. Der offizielle Name der Bergehalde lautet Bergehalde Hopstener Straße, jedoch hat sich aus verschiedenen Gründen im Volksmund der Name Hopstener Halde eingebürgert. Dieses liegt zum einen an der Verkürzung des offiziellen Namens, der relativen Nähe zum Ort Hopsten und dem Umstand, dass die sich früher hier befindlichen Steinbrüche, in denen Ibbenbürener Sandstein gewonnen wurde, durch Hopstener Steinbruchunternehmen betrieben wurden.
Die Halde entstand Mitte der 1960er Jahre, als dem Bergwerk der Haldenraum knapp wurde. Durch veränderte Abbaubedingungen, wie der Verlagerung des Abbaus auf tiefere Flöze und dem Beginn des Bruchbaus, nahmen die Bergemengen erheblich zu. Da sich im Lampingslied viele, gerade aufgegebene kleinere Steinbrüche befanden, eignete sich das Gelände zur Anlegung einer Bergehalde.

#### Rudolfhalde

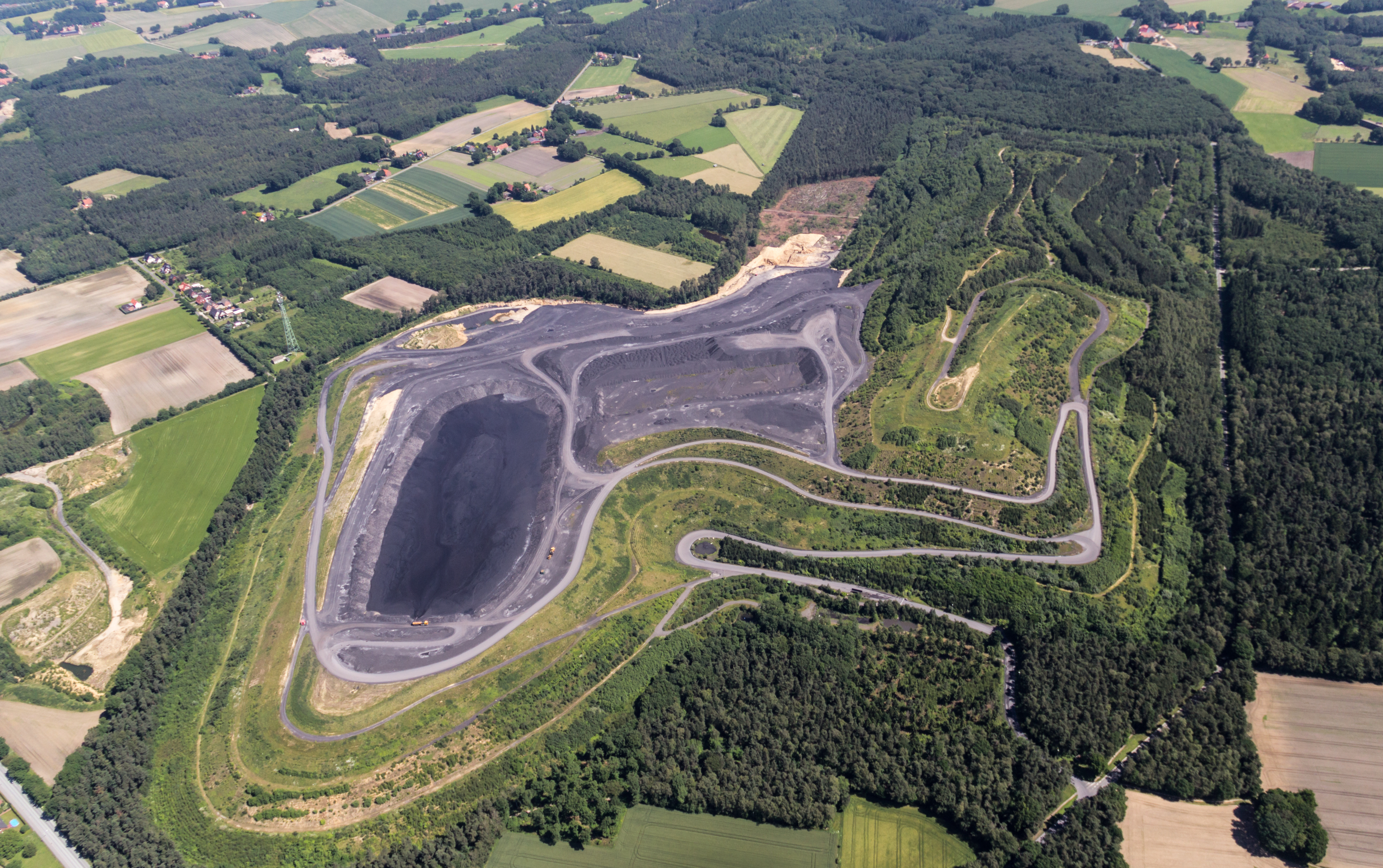
Luftbild der Rudolfhalde (2014)

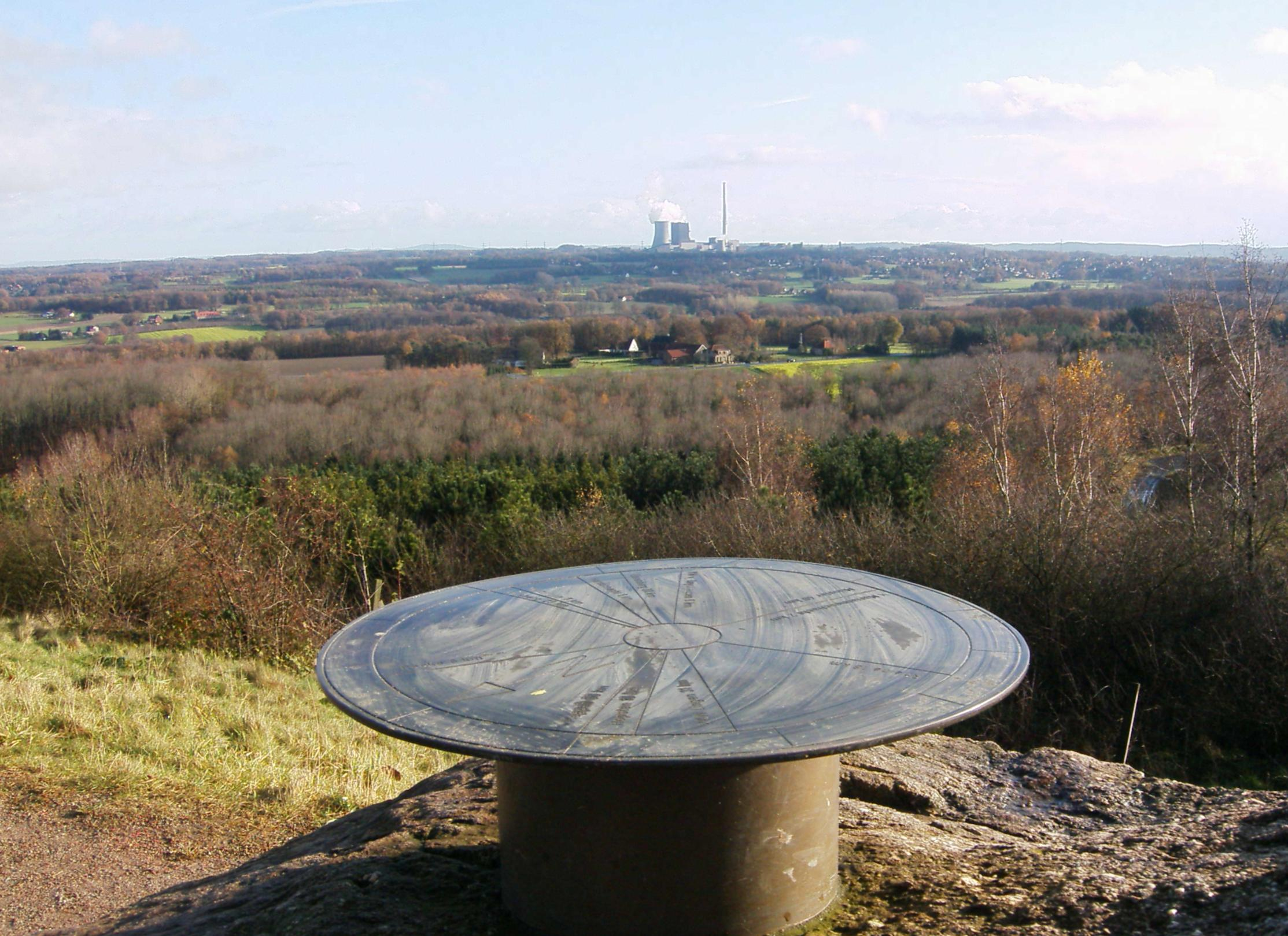
Blick von der Bergehalde Rudolfschacht zum von Oeynhausenschacht und Kraftwerk Ibbenbüren

Neben der Hopstener Halde besitzt das Bergwerk noch die Berghalde Rudolfschacht, auch Rudolfhalde oder Buchholzer Halde genannt. Diese befindet sich am ehemaligen Standort des Westfeldschachtes Rudolf am Buchholzer Damm. Die Halde liegt im Ibbenbürener Ortsteil Dickenberg und einem kleinen Teil der Gemeinde Recke. Die erst dem Westfeld dienende Halde wurde nach dessen Schließung vom Ostfeld übernommen und seit dieser Zeit als Bergehalde genutzt.
Die Halde entstand ab 1927 mit dem Bau der Aufbereitung am Püsselbürener Förderstollen. Die Berge, die hier von der Kohle abgetrennt wurden, wurden mittels Förderwagen zum Rudolfschacht gefahren und hier auf Halde gekippt. Bereits um 1940 war die Rudolfhochhalde die größte Halde des Ibbenbürener Steinkohlenreviers. Noch heute ist ein Teil dieser steilen Hochhalde am Buchholzer Damm sichtbar. Diese ursprüngliche Halde hatte eine Fläche von 3,5 Hektar.
Seit Mitte der 1960er Jahre wurden die Berge direkt am Rudolfschacht über einen Bandstollen auf Lkws verladen und mit diesen auf die Halde verbracht. Bis Mitte der 1970er Jahre wuchs die Haldenfläche auf 16 ha an. Nach der Stilllegung des Rudolfschachtes 1979 und dem Rückbau der Tagesanlagen im darauffolgenden Jahr konnte das ehemalige Schachtgelände auch zur Bergeverkippung genutzt werden.
Auch die Form der Bergehalde hat sich mit den Jahren geändert. Schon seit den 60er Jahren wurde darauf geachtet, die Halde naturnah und zur Rekultivierung geeignet anzulegen. Bis 2002 wurden an der Rudolfhalde 60 Millionen Tonnen Waschberge verkippt.
Mit 200 Meter Höhe über dem Meeresspiegel gilt die Halde als höchster Punkt von Ibbenbüren. Paläontologen nutzen die Bergehalde häufig, um in den Waschbergen nach Fossilien wie etwa dem Arthropleura Tausendfüßler zu suchen. Die Kippstellen durften jedoch nur mit Erlaubnis des Bergwerkes betreten werden.
Auf dem bis vor einigen Jahren höchsten Punkt der Halde steht das Gipfelkreuz des Dickenberges. Aufgestellt wurde es als Friedenskreuz der Kirchengemeinden des Ortsteiles. Die schon renaturierten Bereiche der Bergehalde dienen als Naherholungsgebiet und sind naturnah rekultiviert worden.

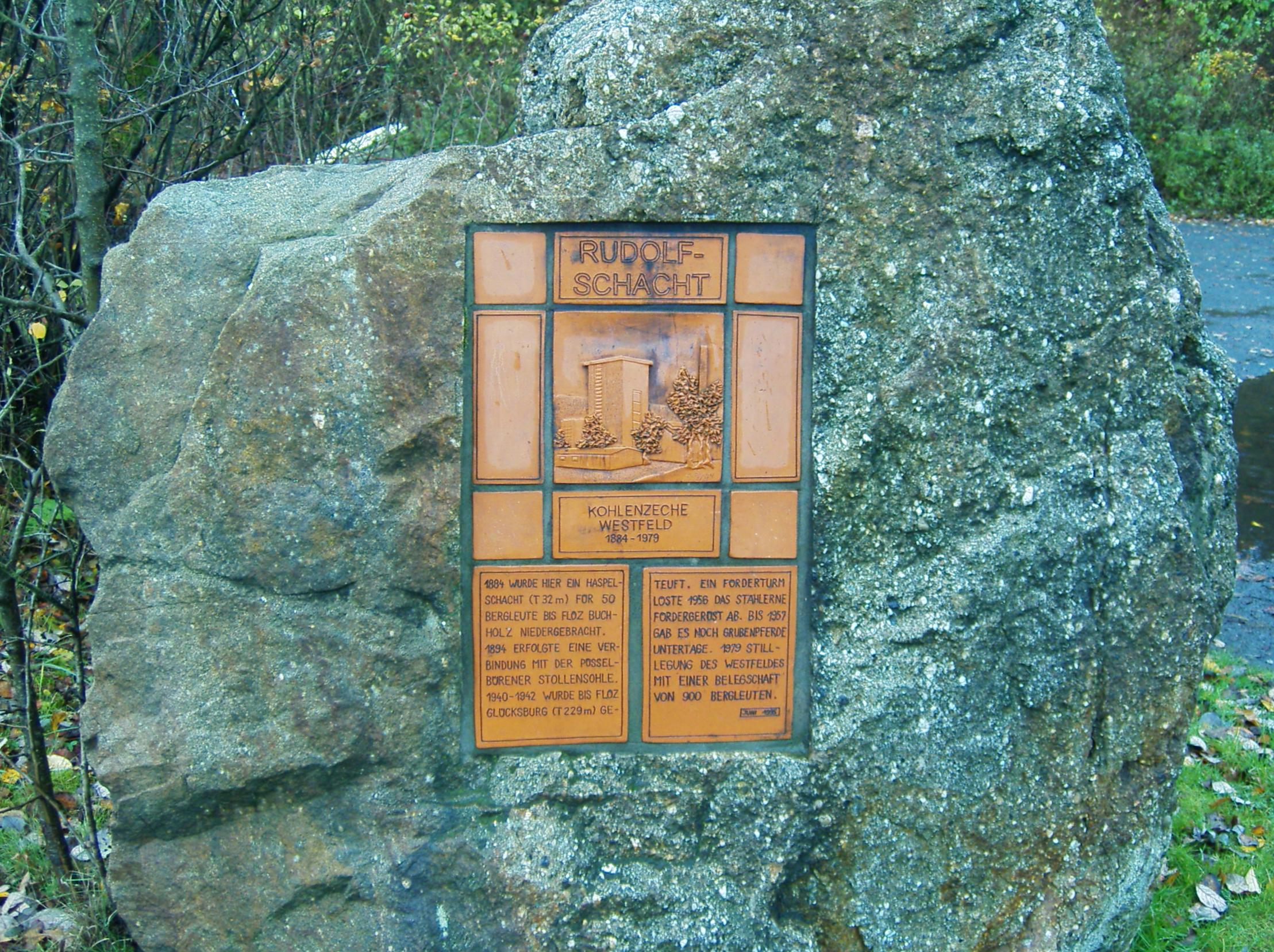
Gedenktafel Rudolfschacht am Fuß einer Bergehalde im Westfeld Ibbenbüren
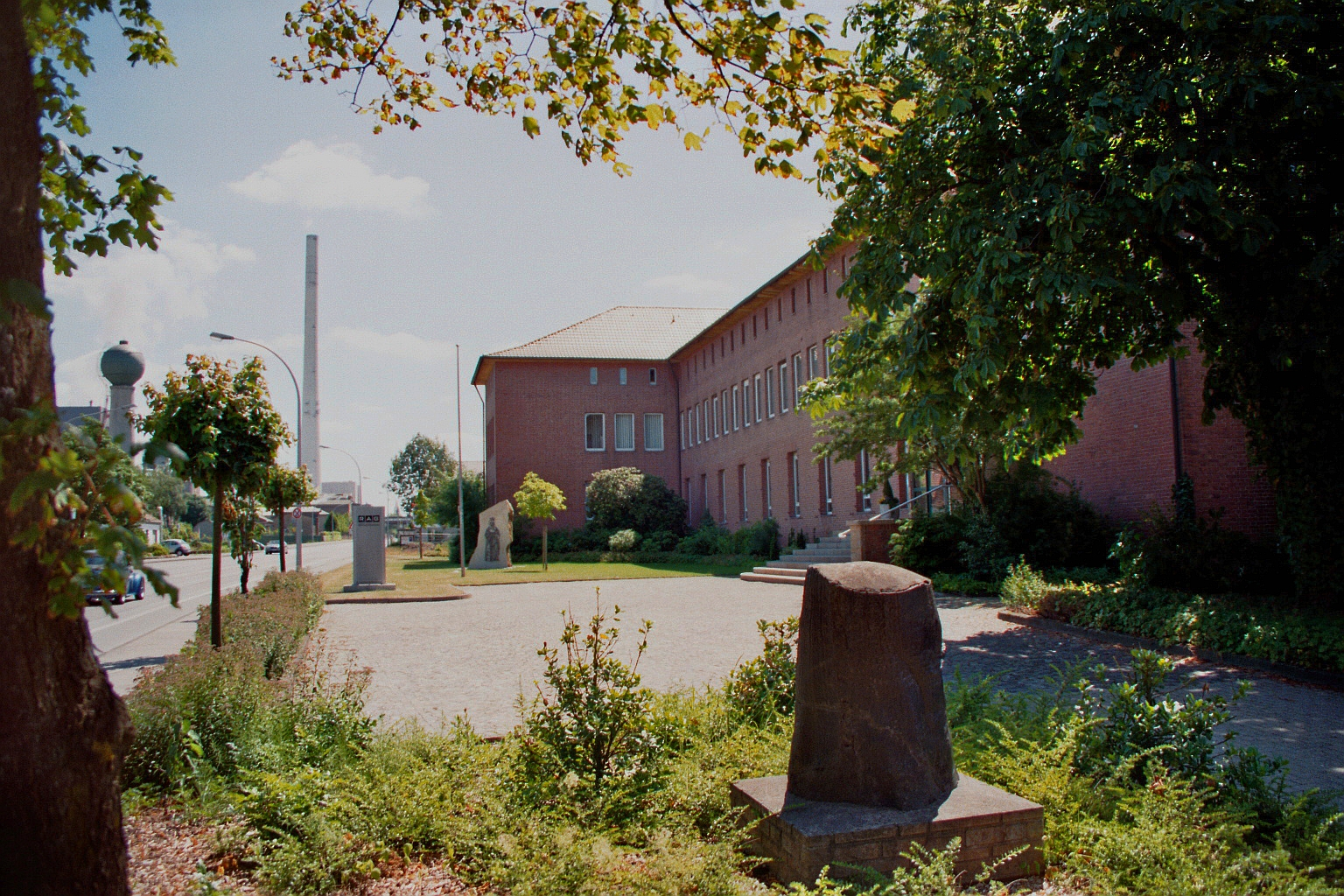
Hauptverwaltung des Bergwerkes an der Osnabrücker Straße
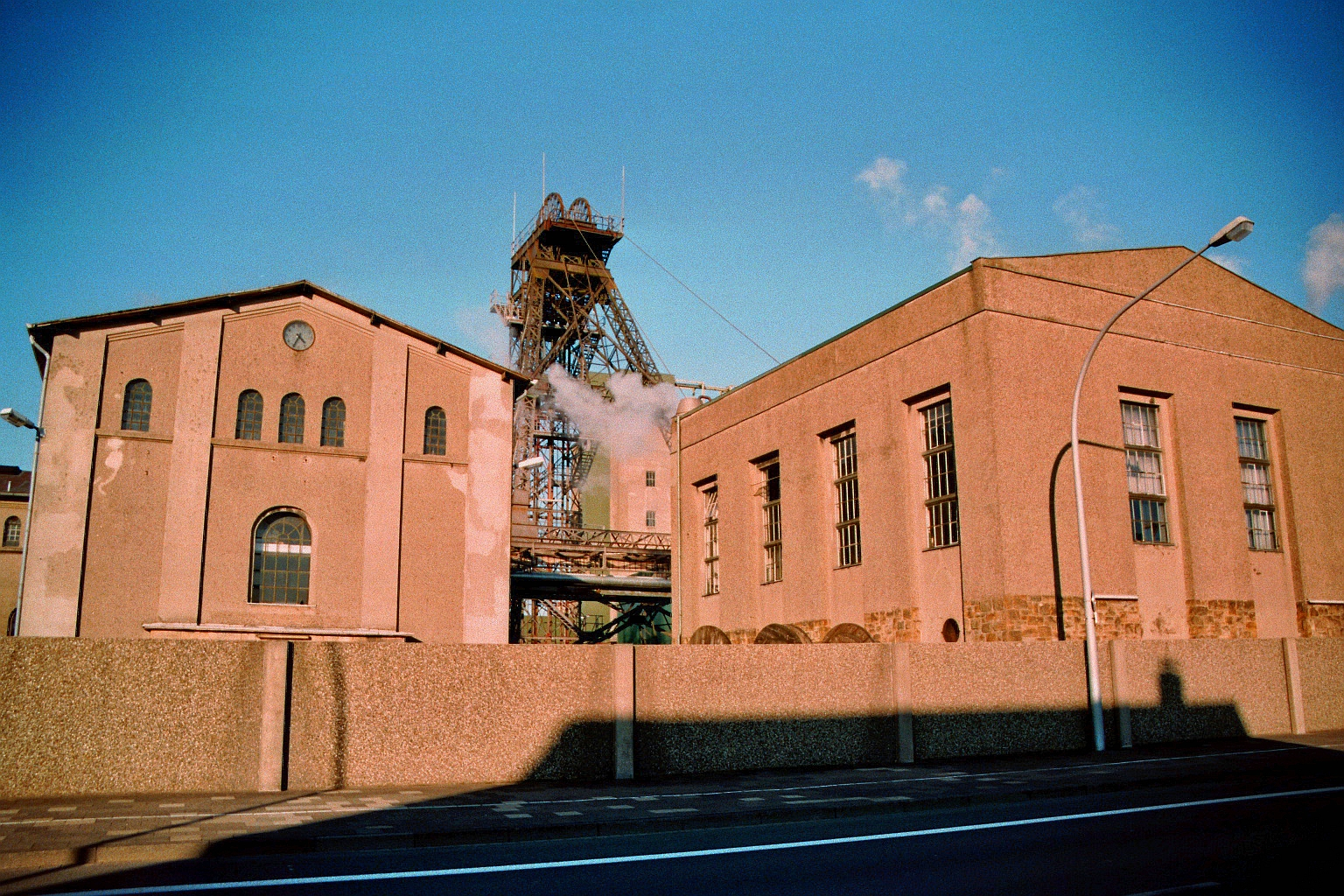
Fördergerüst Schacht 1 und Gebäude des Schachtes 2

### Bergberufsschule
Das Bergwerk unterhielt seit 1925 eine Bergberufsschule. Die Ausbildung von Bergmechanikern wurde in Ibbenbüren schon 1994 eingestellt. Zuletzt wurden hier noch Industriemechaniker und Energieelektroniker bzw. Elektroniker für Betriebstechnik beschult.
Die zuletzt Berufskolleg der RAG Anthrazit Ibbenbüren GmbH genannte Schule befand sich im Gebäude an der Osnabrücker Straße 112 in der Nähe des Kraftwerks Ibbenbüren. Mit einer symbolischen Schlüsselübergabe am 1. Dezember 2017 ging die Schule als Nebenstandort des Berufskolleg Tecklenburger Land des Kreises Steinfurt in Ibbenbüren in dieser auf.

## Zechenbahn
| Streckenlänge: | 5,2 km                         |                              |                              |
| Spurweite: | 1435 mm (Normalspur)           |                              |                              |
| Stromsystem: | 16 2/3 Hz 15 kV, ehm. 50 Hz ~  |                              |                              |
| Maximale Neigung: | 25 ‰                           |                              |                              |
| Streckengeschwindigkeit: | 25 km/h                        |                              |                              |
| |                                |                              |                              |
| Bundesländer: | Nordrhein-Westfalen            |                              |                              |
| Kategorisierung: | Werksbahn, eingleisig          |                              |                              |
| Personenverkehr: | kein Personenverkehr           |                              |                              |
| Güterverkehr: | Kohlen- und Materialtransporte |                              |                              |
| \| \| \| von Rheine \| \| \| \| \| Hafen Uffeln \| \| \| \| 0,0 \| Ibbenbüren-Esch \| Ibbenbüren-Esch \| \| \| \| nach Osnabrück \| \| \| \| \| ehm Bf. Püsselbüren/Westfeld \| \| \| \| 5,2 \| Zeche \| Zeche \| \| \| \| Halden \| \| \| \| \| Kraftwerk \| \| |                                |                              |                              |
| Strecke |                                | von Rheine                   | von Rheine                   |
| Abzweig geradeaus und von links |                                | Hafen Uffeln                 | Hafen Uffeln                 |
| Bahnhof | 0,0                            | Ibbenbüren-Esch              | Ibbenbüren-Esch              |
| Abzweig geradeaus und nach rechts |                                | nach Osnabrück               | nach Osnabrück               |
| Abzweig geradeaus und nach rechts |                                | ehm Bf. Püsselbüren/Westfeld | ehm Bf. Püsselbüren/Westfeld |
| Dienststation / Betriebs- oder Güterbahnhof | 5,2                            | Zeche                        | Zeche                        |
| Abzweig geradeaus und nach links |                                | Halden                       | Halden                       |
| |                                | Kraftwerk                    |                              |

Die Zechenbahn des Bergwerkes Ibbenbüren war eine Werkbahn, die das Bergwerk mit dem Netz der Deutschen Bahn und dem Hafen Mittellandkanal 4 km verband.

### Entstehung
Die Errichtung der Zechenbahn war 1927 notwendig, als der Umbau der Bergwerksanlagen im Ostfeld die Verlagerung der Kohlenaufbereitung und der Brikettfabrik zum Standort Oeynhausenschacht vorsah. Bis dahin wurde die gesamte Kohle des Ostfeldes durch den Ibbenbürener Förderstollen am „Bahnhof Ibbenbüren“ gefördert, verarbeitet und auch hier der Bahn übergeben.
Die Bahn führte zunächst nur bis zum Bahnhof Esch, schloss aber die „Kohlenwäsche Westfeld“ mit in das Streckennetz ein.
1961 wurde der Anschluss an den Hafen „Mittellandkanal km 4“ fertiggestellt. Dieser hatte seit der Einstellung der Ziegeleibahn Habbes, die den Hafen mit der Ziegelei auf dem Dickenberg und dem Bahnhof Hörstel verband, keine Anbindung mehr an das Schienennetz.
Als weiteren bedeutenden Schritt wurde die gesamte Bahnanlage 1963 elektrifiziert. Zunächst wurde Strom mit 15 kV und 50 Hertz benutzt, da der übliche Bahnstrom noch nicht im Bereich Ibbenbüren vorlag. Später wurde das Netz auf 16 2/3 Hz an das Bahnstromnetz angeglichen. 1979 wurde die Aufbereitung Westfeld mit der Stilllegung des Westfeldes aufgegeben. Die Schienenanlagen bestehen jedoch bis heute als Abstellgleise für Waggons oder anderes schienengebundenes Material.

### Strecke

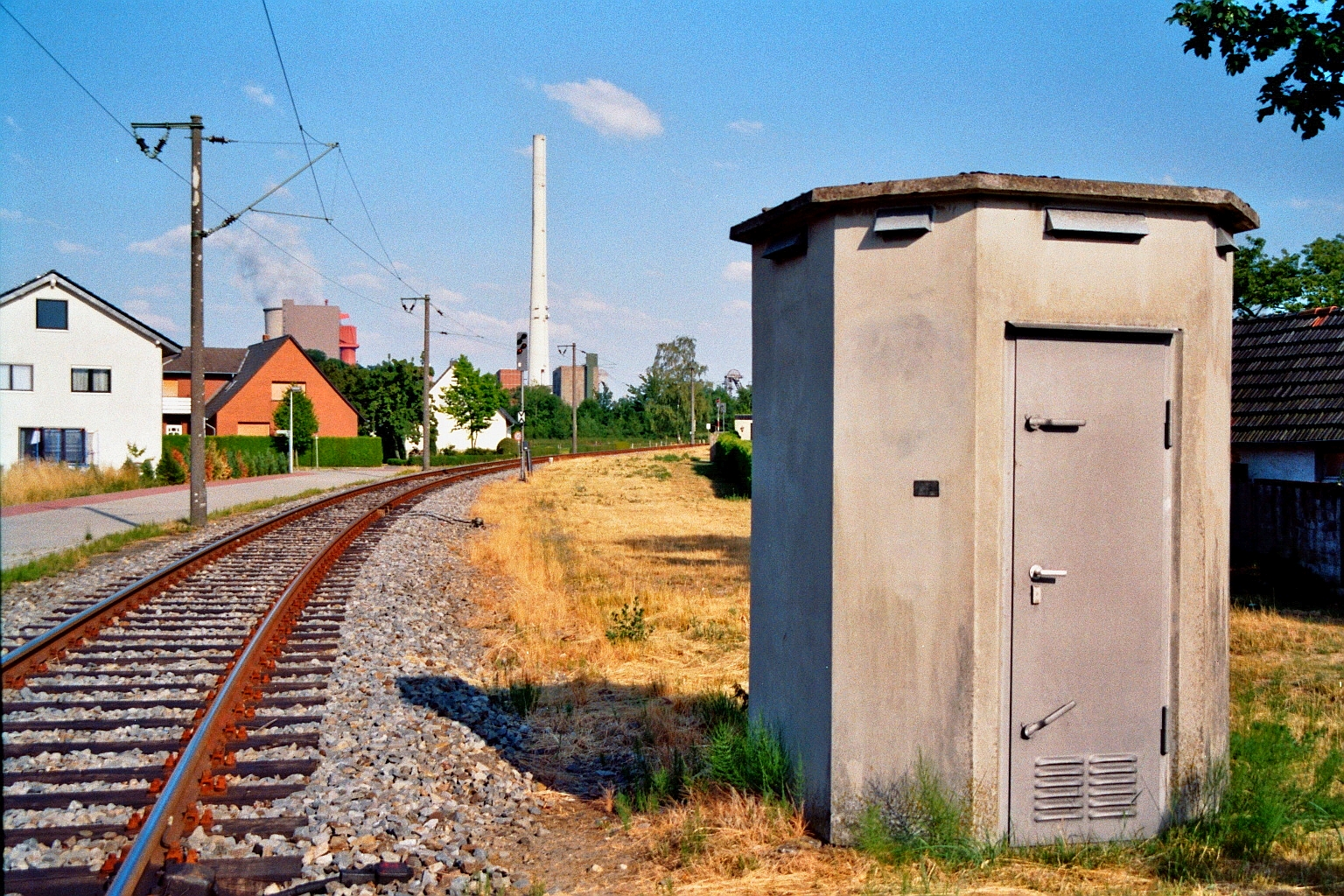
Gleise der Zechenbahn in Bockraden

Die Strecke begann an der Betriebsstelle „von Oeynhausen“ auf dem Betriebsgelände des „von Oeynhausenschachtes“. Hier wurden Waggons mit Kohle beladen oder Güter entgegengenommen. Auch das Kraftwerk Ibbenbüren wurde mit Versorgungsgütern wie Wasserchemikalien und Brennstoffen über ein Anschlussgleis versorgt. Auf dem Zechengelände lagen 15 Gleise, die zusätzlich mit zwei Schiebebühnen verbunden waren, um aufwendiges Rangieren zu vermeiden. Insgesamt hatte das Gleisnetz eine Länge von 18,5 km mit 43 Weichen, acht Brücken und sechs mit Schranken und Blinklichtanlagen gesicherten Bahnübergängen.
Ebenfalls auf dem Gelände befanden sich die Lokschuppen der Bahn.
Nach dem Verlassen des Geländes schlängelte sich die Bahn durch das nördliche Stadtgebiet von Ibbenbüren auf die Kante der Ibbenbürener Bergplatte zu. Hier befindet sich eine Steile Rampe, die zum Bahnhof Esch führt, der einige Kilometer weiter südwestlich des Bergwerks liegt. Mit einer maximalen Steigung von 25 ‰ zählte die Strecke zu den steilsten im norddeutschen Raum. Die Bahn überwand bis zum Bahnhof Esch um die 90 Höhenmeter. Kurz vor dem Bahnhof zweigte das Gleis zur Betriebsstelle Püsselbüren ab, welche die Gleise der ehemaligen Aufbereitung Westfeld umfasste.
Im „Bahnhof Esch“ besaß die Zechenbahn drei eigene Gleise, der Rest des Bahnhofes befindet sich im Besitz der Deutschen Bahn. Zum „Hafen 4km“ musßte die Bahn durch die Bahnsteige des Bahnhofes Esch ein kurzes Stück über Gleise der Deutschen Bahn zurücklegen, um wieder hinter den Bahnsteigen auf das Gleis zum Hafen zu gelangen.
Kurz vor dem Hafen befand sich der „Vorbahnhof Hafen“ mit mehreren Rangiergleisen. Dieser diente zum Rangieren und Abstellen von überschüssigen Waggons. Im Hafen bestehen noch weitere Anschlüsse zu den Firmen Akzo Nobel und Wibarco, deren Verkehr allerdings über die Deutsche Bahn abgewickelt wurde.

### Lokomotiven

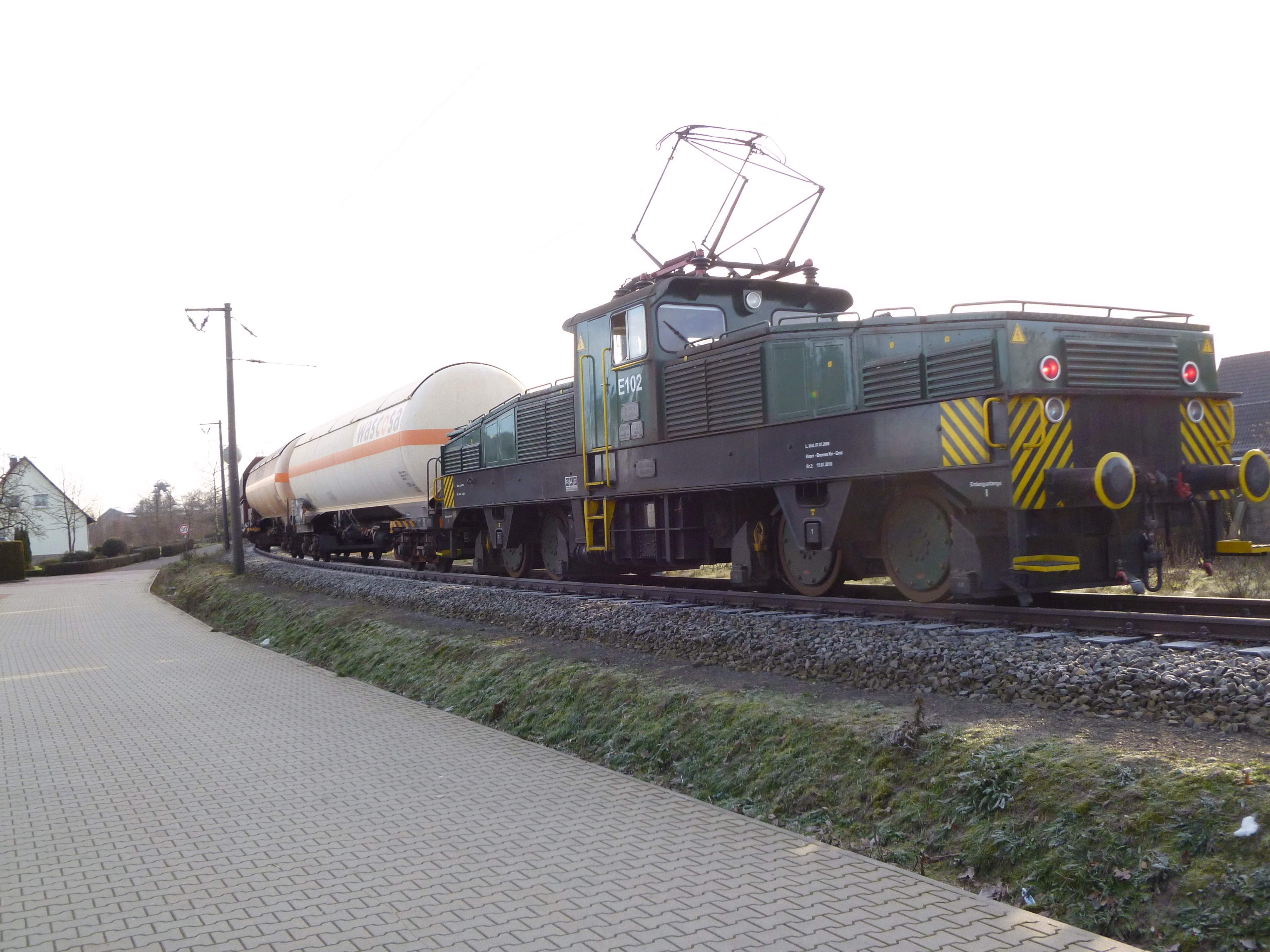
Lok E-102 der Zechenbahn mit Kesselwagen bergwärts fahrend

Die alte Zechenbahn besaß bis zu ihrer Elektrifizierung drei Tenderlokomotiven (Lok 1 (Hanomag 10.569/1927, E n2t), Lok 2 (Hanomag 4164/1905, C n2t) und Lok 3 (Henschel 23331/1936)), die kurze Zeit später verschrottet wurden.
Die Lok 3 erhielt wegen ihrer gewaltigen Ausmaße den Spitznamen „Ibbenbürener Bulle“.
Nach der Elektrifizierung 1963 wurden die vierachsigen Elektroloks E-101 und E-102 von Krupp angeschafft. Sie waren bis zuletzt auf der Strecke unterwegs und wurden aufgrund ihres Aussehens häufig „Ibbenbürener Krokodile“ genannt. Sie konnten mit Wechselstrom mit 16 2/3 Hertz oder 50 Hertz oder eigenem Akku fahren.

### Wagen
Neben den Lokomotiven besaß die Zechenbahn eigene Kippkübelwagen mit je drei Kübeln zu je neun Tonnen Kohleninhalt.

### Nach der Schließung des Bergwerks
Die 4,5 km lange Hafenstrecke vom Bahnhof Esch bis zu Hafen in Uffeln ging am 1. Januar 2019 in den Besitz der Ibbenbürener Firma Bergschneider über. Teile des Hafens, an welchem die Zechenbahn anschließt, werden durch den Käufer der Hafenstrecke betrieben. Das Unternehmen Bergschneider konnte sich beim Erwerb auf ein schon vor vielen Jahren gegebenes Vorkaufsrecht berufen.
Die Reststrecke vom Bahnhof Esch zum Bergwerk und Kraftwerk ist am 1. Januar 2019 in den Besitz der RWE, die das Kraftwerk Ibbenbüren betrieb, übergegangen.

## Kohleregion Ibbenbüren
Zur Kohleregion Ibbenbüren zählten neben Ibbenbüren auch die Orte Hopsten, Hörstel, Mettingen, Recke und Westerkappeln. Die Wirtschaftsstruktur dieser sechs Orte war seit Jahrzehnten teilweise sehr stark mit dem Bergbau verwachsen. Die Bürgermeister dieser Kohlegemeinden haben sich zu einem Arbeitskreis zusammengeschlossen, um die Interessen der Gemeinden im Zuge des Strukturwandels zu begleiten.
Hauptaufgabe des Arbeitskreises ist es, den Verlust von weit über 2000 sozialversicherungspflichtigen Arbeitsplätzen zu kompensieren. Die Region musste bereits wiederholt schwerwiegende Verluste von Arbeitsplätzen hinnehmen – wie 2005 die Aufgabe des Fliegerhorstes Hopsten, die Schließung des Karmannwerkes Rheine 2010, die Schließung des Flugplatzes Rheine-Bentlage und die Textilkrise seit 1980, in der schon einmal mehrere tausend Arbeitsplätze verlorengegangen waren.
Neben den 2400 direkt auf dem Bergwerk beschäftigten Personen waren laut Studien indirekt mehr als 6000 Arbeitsplätze vom drohenden Ende des Bergbaus betroffen. Dies waren zum größten Teil abhängige aus den Zulieferbetrieben, aber auch einfache Folgestellen des Wertschöpfungskreislaufes wie Ladengeschäftsmitarbeiter. Der Wertschöpfungskreislauf für die Kohlengemeinden wurde 2009 mit ca. 150 Millionen Euro angegeben. Dieses entsprach dem Geldfluss, der in der Region verblieb. Hierin enthalten waren 86 Millionen Euro an Gehältern der Mitarbeiter.
Neben dem Verlust vieler Arbeitsstellen fielen auch die ehemals 180 Ausbildungsstellen auf dem Bergwerk weg, dieses war der mit Abstand größte Ausbildungsbetrieb des Kreises Steinfurt. Die Ausbildungswerkstatt wurde von vielen kleineren Betrieben genutzt um eine Überbetriebliche Ausbildung zu gewährleisten.
Nicht nur die Belegschaft, sondern auch die nicht auf dem Bergwerk tätige Bevölkerung  identifizierte sich sehr stark mit dem Bergwerk.